# NTTドコモ
株式会社NTTドコモ（英: NTT DOCOMO, Inc.）は、東京都千代田区永田町に本社を置く、
携帯電話などの無線通信サービス（MNO）や長距離・国際通信を提供する日本最大の通信キャリア。NTTの完全子会社で、NTTグループ主要8社の一つ。
2024年11月からのブランドスローガンは「つなごう。驚きを。幸せを。」

## 概要

### 設立
1968年7月1日、旧電電公社の移動体通信サービス「ポケットベル」を開始した事が直接の起源となる。
電電公社民営化後の1990年2月、日本政府の措置としてNTTの「移動体通信業務の分離」が決定される。翌1991年8月14日、エヌ・ティ・ティ・移動通信企画株式会社を設立。1992年7月より、「NTTドコモ」のブランドを用いている。
1999年には、世界初の携帯電話でのインターネット接続サービス（携帯電話IP接続サービス）である「iモード」を発表。
2008年7月1日、地域ドコモ8社を合併の上で全国1社体制に移行した。それまではドコモグループを統括すると同時に、関東・甲信越を管轄していた。同グループ全般と区別するため、「（NTT）ドコモ中央」とも呼ばれていた。
前述の合併に併せてロゴマークもまた、従来のNTT DoCoMoから、現在の「NTT docomo」に改められた。その後の2010年には英文社名をNTT DoCoMo, Inc.から、NTT DOCOMO, INC.に変更した。

### NTTドコモヘ
2013年10月1日、これまで通称とされていたNTTドコモを正式社名に採用した。
2025年現在、W-CDMA・HSPAを用いた「FOMA」（3G・3.5G、2001年サービス開始）、LTEを用いた「Xi」（3.9G、2010年サービス開始）、LTE-Advancedを用いた「PREMIUM 4G」（4G、2015年サービス開始）、5G NRを用いた「docomo 5G」（5G、2020年サービス開始）による携帯電話事業を中心として各種事業を展開している。
先述のように、NTTドコモはNTTの全額出資子会社だが、「日本電信電話株式会社等に関する法律」（通称：NTT法）は適用されない。
かつて手がけていた「PHSサービス」は2008年1月7日、またPDCを用いた「シティフォン」（東名阪限定、1.5GHz帯2G）は2008年6月30日、「mova」「DoPa」（2G）は2012年3月31日 にサービスを終了した。
2020年9月、NTTドコモの競争力強化と成長、並びにNTTグループ全体の成長を目指す観点から、NTTがNTTドコモの完全子会社化を発表し、その際に次の4つの目指す方向性を示した。
1. リモートワールドを考慮した新サービスの展開・提供
2. リソースの集中化とDXの推進
3. 世界規模での研究開発の推進
4. スマートライフ事業など新規事業の強化

これらの目指す方向性を実現させるには、グループ横断での経営資源の戦略的な活用と意志決定の迅速化が必要とされていた。そのため、NTTによるドコモの完全子会社化と共に、NTTコミュニケーションズ（以下「NTTコム」、現・NTTドコモビジネス）、NTTコムウェア（現・NTTドコモソリューションズ）などのグループ各社の能力も活用しつつ、6G時代を見据えた通信基盤整備の拡充や、新たなソリューションサービスの提供を推進し、ドコモの成長をNTTグループ全体の成長として図ることを目指している。

### 新ドコモグループの誕生
2022年1月1日、NTTグループのグローバル持株会社のNTT, Inc.（現：NTT DATA, Inc.）より、NTTコムの全株式を取得。同時に、親会社のNTTより、NTTコムウェアの株式66.6％を取得。事実上、NTTグループ内のモバイル・長距離通信事業を一元管理する形となった。また、この再編により、大きく
| - 法人事業 - 通信事業 |  | - スマートライフ事業 - ソフトウェア開発 |

の4つの事業を柱とする事業内容の再編と明確化も併せて進めていくことになった。具体的には、

#### 法人向け事業
法人向け事業ブランド「ドコモビジネス」を立上げ、法人事業をNTTコムに一本化（大企業から中小企業へと、すべての法人をワンストップでサポートする営業体制を整え、5GやIoTなどの先端ソリューションズを提供する）。
| ① NTTコムがNTTドコモと、ドコモ・システムズのそれぞれの法人事業を吸収。 ③ NTTコムに、ソリューション&マーケティング本部を新設。 ⑤ ドコモBSがドコモCS、地域CS、ドコモ・サポートの法人事業を吸収。 ⑦ NTTコムに、5G&IoTサービス部を新設。 |  | ② NTTコムが北海道・東北・北陸・東海・関西・中国・四国・九州の8地域に支社を新設。 ④ NTTコムが子会社として、ドコモビジネスソリューションズ（ドコモBS）を設立。 ⑥ ドコモBSが、NTTコムマーケティングを吸収合併。 |

#### スマートライフ事業
NTTドコモとNTTぷらら双方の映像コンテンツ事業を強化（映像・エンタメ領域での新たなサービスの拡大に努める）。
| ① NTTドコモが、NTTぷららを吸収合併。 |  | ② NTTドコモとNTTぷららの映像事業を統合。 |

#### 通信事業
【ネットワーク】
移動体と固定のネットワークの統合・教養・企画から運営までのマネジメントを一元化。より高品質で経済的なネットワークや移動・固定融合サービスの提供のほか、6G・IOWNへの進化を加速する。
| ① NTTドコモが、NTTコムの通信設備等の各種メンテナンス業務を吸収。 |  | ② ドコモCSが、NTTコム エンジニアリングのネットワークインフラ関連業務を吸収。 |

【コンシューマ営業】
NTTドコモのコンシューマー営業戦略のもと、経営方針の統一化（意思・疎通決定の迅速化、多様化する料金・サービスの提供や販売チャネルの変革など、顧客基盤の拡大を促す）。
| ① NTTレゾナントが、NTTコムのコンシューマー事業を吸収。 |  | ② NTTレゾナントが、NTTコムのOCNサービスを吸収。 |

#### ソフトウェア開発部門
ドコモグループのソフトウェア開発から運用までに至る一元的な実行体制の整備（スマートライフや法人事業による革新的なサービスをいち早く創出させ、NTTグループ・ドコモグループ全体のDX加速も進めさせて、顧客に提供する）。
- NTTコムウェアが、ドコモ・システムズを吸収合併。

#### 住信SBIネット銀行の買収
2025年5月29日に住信SBIネット銀行を買収し、子会社化することを発表した。これは、他社通信キャリアとの遅れを取り戻す為だと考えられる。

## 沿革
参照：

### 設立前
- 1968年（昭和43年）7月1日 - 電電公社が、ポケットベルサービスを開始。
- 1979年（昭和54年）12月3日 - 自動車電話サービスの開始。
- 1985年（昭和60年）4月1日 - 電電公社民営化、日本電信電話株式会社（現・NTT株式会社）が発足[10]。
- 1985年（昭和60年）11月 - NTT高度通信サービス事業本部に、移動体通信事業部を設置。
- 1988年（昭和63年）10月 - NTTの子会社として、エヌ・ティ・ティ中央移動通信と、各地域移動通信を設立。

2008年までの初代コーポレートロゴ

### 1990年代
- 1990年（平成2年）3月 - 日本政府がNTTの移動体通信業務の分離を決定する[4]。
- 1991年（平成3年）8月14日 - エヌ・ティ・ティ・移動通信企画株式会社を設立。
- 1991年（平成3年）11月14日 - 北海道・東北・東海・北陸・関西・中国・四国・九州の各地域に企画会社を設立。
- 1992年（平成4年）4月28日 - エヌ・ティ・ティ移動通信網株式会社に商号変更。
- 1992年（平成4年）5月19日 - コミュニケーションブランドを「NTT DoCoMo」に決定。
- 1992年（平成4年）7月1日 - NTTより移動通信事業（携帯・自動車電話、無線呼出、船舶電話、航空機公衆電話）を譲受け。
- 1992年（平成4年）10月18日 - ドコモショップ第1号店（八王子店）がオープン。
- 1993年（平成5年）7月1日 - 各地域企画会社8社（1991年11月14日設立）が、地域ドコモ8社に移行[注釈 2]。
- 1993年（平成5年）10月1日 - エヌ・ティ・ティ中央移動通信を吸収合併、エヌ・ティ・ティ移動通信網は「ドコモ中央」として、関東・甲信越地域を管轄しつつ研究開発の機能を有する[11]。
- 1997年（平成9年）6月1日 - SMSを開始。
- 1998年（平成10年）7月1日 - 欧州法人として、DoCoMo Europe S.A.を設立。
- 1998年（平成10年）10月22日[12] - 東証第一部市場に上場。
- 1998年（平成10年）12月1日 - エヌ・ティ・ティ中央パーソナル通信網より、PHSの営業を譲受。
- 1999年（平成11年）2月22日 -「iモード」サービスを開始[13]。
- 1999年（平成11年）3月 - 携帯・自動車電話、船舶電話のアナログ方式サービスを終了。
- 1999年（平成11年）11月1日 - 米国法人として、NTT DoCoMo USA,Inc.を設立。

### 2000年代
- 2000年（平成12年）3月1日 - 千代田区永田町二丁目の山王パークタワーへ本社移転。
- 2000年（平成12年）4月1日 - 株式会社エヌ・ティ・ティ・ドコモ[注釈 3]へ商号変更[注釈 4]。
- 2000年（平成12年）10月31日 - 英国法人として、DoCoMo Europe (UK) Limitedを設立。
- 2001年（平成13年）1月1日 -「ポケットベルサービス」を「クイックキャスト」サービスにリブランド。
- 2002年（平成14年）3月1日 - ロンドン証券と、ニューヨーク証券にそれぞれ新規上場[14]。
- 2002年（平成14年）6月1日 - 画像送受信サービス「iショット」を開始[15]。
- 2002年（平成14年）11月1日 - 株式交換により、地域ドコモ8社を完全子会社化[16]。
- 2004年（平成16年）3月 - 航空機電話サービスと、衛星航空機電話サービスを終了。
- 2004年（平成16年）6月1日 -「パケ・ホーダイ」を開始[17]。
- 2004年（平成16年）7月10日 -「おサイフケータイ」を開始[18]。
- 2004年（平成16年）9月14日 -「らくらくホン」シリーズ第1号の端末として、「FOMAらくらくホン (FOMA F880iES)」を発売開始。
- 2005年（平成17年）1月 - オリジナルキャラクターとして、「ドコモダケ」が登場[広報 5]。
- 2005年（平成17年）7月1日 - 米国にベンチャーキャピタルとして、DoCoMo Capital, Inc.を設立[19]。
- 2005年（平成17年）9月9日 -「iチャネル」サービスを開始[20]。
- 2005年（平成17年）11月11日 -「プッシュトーク」サービスを開始。
- 2005年（平成17年）12月1日 -「ファミ割ワイド」サービスと、「iD」サービスを開始。
- 2006年（平成18年）1月1日 -「カケ・ホーダイ」を開始。
- 2006年（平成18年）3月1日 -「ファミ割ワイドリミット」サービスと、「イマドコサーチ」サービスを開始。
- 2006年（平成18年）3月3日 - ワンセグ対応端末を販売。
- 2006年（平成18年）6月7日 -「着うたフル」サービスを開始。
- 2006年（平成18年）12月6日 - 大手民放のフジテレビジョン、大手総合商社の伊藤忠商事等と共同で、マルチメディア放送企画LLC（後のmmbi）を設立[21]。
- 2007年（平成19年）3月31日 - クイックキャスト事業を終了。
- 2007年（平成19年）12月10日 -「エリアメール」サービスを開始。

2008年から2025年6月30日まで使用されていた2代目コーポレートロゴ。2025年7月1日以降はブランドロゴとして使用。

- 2008年（平成20年）1月7日 - PHS事業を終了[22]。
- 2008年（平成20年）1月24日 - 世界最大の検索エンジンのGoogle, Inc.（現：Google LLC）と業務提携[23]、FOMA 904iシリーズ以降の端末でYouTubeの視聴が公式に可能[24]。2008年から2025年6月30日まで使用されていた2代目コーポレートロゴ。2025年7月1日以降はブランドロゴとして使用。
- 2008年（平成20年）4月18日 - コーポレートブランドロゴの変更と、「新ドコモ宣言」を発表。
- 2008年（平成20年）7月1日 - 地域ドコモを吸収合併し全国1社体制に移行、新コーポレートロゴに変更[25]。
- 2008年（平成20年）11月19日 - 「iコンシェル」が開始。
- 2009年（平成21年）2月 - 大手レコード会社のエイベックスと共同で、エイベックス通信放送を設立（同年5月1日、携帯電話放送局「BeeTV」を開局）[26][27]。
- 2009年（平成21年）4月6日 - 通販事業のオークローンマーケティングの株式51.0%を取得する旨を発表[28]。
- 2009年（平成21年）7月10日 - 日本初のAndroid搭載携帯電話「HT-03A」を発売[29]。
- 2009年（平成21年）7月24日 - 日本最大の小売業のイオンと共同で、イオンマーケティングを設立[30]。

### 2010年代
- 2010年（平成22年）4月1日 - 大手インターネットサービスのDeNAと共同で、エブリスタを設立[31]。
- 2010年（平成22年）4月14日 -「ドコモWebメール」の提供開始。
- 2010年（平成22年）6月18日 - 英文表記をNTT DOCOMO, INC.へ変更。
- 2010年（平成22年）10月28日 - 韓国最大の総合電機メーカーのサムスン電子製のスマホを日本初投入。「Galaxy S」を「SC-02B」として独占発売[32]。
- 2010年（平成22年）10月29日 -「ドコモ地図ナビ」のサービス開始。
- 2010年（平成22年）12月6日 -「ドコモマーケット」を開始。
- 2011年（平成23年）1月12日 - 大手総合印刷の大日本印刷と業務提携、「2Dfacto」の運営開始[33]。
- 2011年（平成23年）4月1日 - SIMロック解除を開始。
- 2011年（平成23年）4月22日 - スマホ向けウイルス対策の「ドコモ あんしんスキャン」を開始。
- 2012年（平成24年）3月13日 - TOBにより、野菜宅配大手のらでぃっしゅぼーやを子会社化[34]。
- 2012年（平成24年）5月 - 大手総合出版会社の角川書店（現：KADOKAWA）と共同で、アニメ配信事業者のドコモ・アニメストアを設立[35]。
- 2013年（平成25年）5月15日 - スマホの販売について、ソニー「Xperia」とサムスン「Galaxy」に集中するツートップ戦略を発表[36]。
- 2013年（平成25年）9月 - 世界最大の通信機器メーカーのApple Inc.の新製品発表会で、「iPhone」の供給（5s/5c以降より）を開始する事を発表。同月20日より発売開始[37]。
- 2013年（平成25年）10月1日 - 株式会社NTTドコモに商号変更[6]。
- 2013年（平成25年）10月 - モバイル空間統計を事業化[38]。
- 2013年（平成25年）10月25日 - 日本最大の料理教室のABCクッキングスタジオと資本提携に合意[39]。
- 2013年（平成25年）12月17日 - 大手旅行会社のJTBと提携、「dトラベル」のサービス開始[40]。
- 2014年（平成26年）3月10日 - ロンドン証券より上場廃止[広報 6]。
- 2014年（平成26年）4月10日 - 国内音声通話定額制[注釈 5]と、「カケホーダイ&パケあえる」サービスを発表。
- 2015年（平成27年）2月 - タワーレコード、レコチョクとの提携プロジェクト「Eggs プロジェクト」を展開[41]。
- 2015年（平成27年）11月20日 -「dカード」を発行開始。
- 2016年（平成28年）3月17日 - 韓国の大手通信機器のLG Electronics Inc.と、3G/LTEのライセンス契約を締結[42]。
- 2016年（平成28年）6月10日 - 中国の大手通信機器メーカーの華為技術有限公司と、3G/4Gのライセンス契約を締結[43]。
- 2016年（平成28年）11月28日 - 台湾の大手通信機器メーカーの宏達国際電子股份有限公司と、3G/4Gのライセンス契約を締結。
- 2018年（平成30年）2月 - 大手食品宅配会社のオイシックス・ラ・大地[注釈 6]と資本業務提携。らでぃっしゅぼーやの全株式を、オイシックス・ラ・大地に売却[44]。
- 2018年（平成30年）4月13日 - ニューヨーク証券より上場廃止[45]。
- 2018年（平成30年）8月22日 -「あんしんネットセキュリティ」を、「あんしんセキュリティ」にリブランド。
- 2018年（平成30年）12月12日 - 農機メーカーのみのる産業、青果仲卸の野菜くらぶと共同で、野菜農家向けの除草ロボットを開発[46]。
- 2019年（平成31年）2月 - ABCクッキングスタジオの保有分全株式（51.0％）を売却、同社との資本提携を解消[47]。
- 2019年（令和元年）9月30日 - 第3世代携帯電話「FOMA」と「iモード」の新規受付終了。

### 2020年代
- 2020年（令和2年）3月25日 - 第5世代携帯電話「docomo 5G」のサービス開始。
- 2020年（令和2年）4月1日 - 連結子会社のドコモ・ヘルスケアを吸収合併[48]。
- 2020年（令和2年）11月17日 - NTTによるTOBが成立[49][50][51]。
- 2020年（令和2年）12月3日 - データ容量20GBを2980円/月 (税抜) で提供する「ahamo」ブランドを発表[52]。
- 2020年（令和2年）12月25日 - 東証第一部市場より上場廃止[53]。
- 2022年（令和4年）1月1日 - NTTコミュニケーションズ（現・NTTドコモビジネス）とNTTコムウェア（現・NTTドコモソリューションズ）の両社を子会社化（上記）。
- 2022年（令和4年）7月1日 - 連結子会社のNTTぷららを吸収合併（上記）。
- 2023年（令和5年）1月 - エイベックスより、エイベックス通信放送の保有分全株式を取得[54]。
- 2023年（令和5年）4月12日 -「dTV」を「Lemino（レミノ）」にリブランド[55]。
- 2023年（令和5年）5月1日 - 大手芸能プロダクションの吉本興業グループと業務提携[広報 7]。
- 2023年（令和5年）5月11日 -「Google Pixel」を4年ぶりに発売[56]。
- 2023年（令和5年）6月1日 - 通信障害発生時にKDDI（au）のネットワークが利用できる副回線（デュアルSIM）サービスを開始[57][58]。
- 2023年（令和5年）7月1日 - 連結子会社のNTTレゾナントを吸収合併[59]。
- 2023年（令和5年）7月1日 - 新料金プラン「eximo」及び「irumo」の提供を開始[60]。
- 2023年（令和5年）10月4日 - 大手証券会社のマネックスグループ、マネックス証券と資本業務提携[61][62]。

| ① マネックス証券の単独株式移転により、ドコモマネックスホールディングスを設立。 ③ NTTドコモは、ドコモマネックスHDの取締役の過半数を指名する権利を有する。 |  | ② NTTドコモがマネックスグループより、ドコモマネックスHDの株式49.0％を取得。 ④ ②と③から、ドコモマネックスHDとマネックス証券は実質支配力基準に基づき、NTTドコモの連結子会社となる。 |

- 2023年（令和5年）10月23日 - TOBにより、日本最大のマーケティングリサーチのインテージホールディングスの株式51.0％を取得[63][64]。
- 2023年（令和5年）11月14日 - スマートニュースと業務提携[65]。
- 2024年（令和6年）1月2日 - 前日より発生した令和6年能登半島地震で被災した一部地域で、複数のサービスを無償化[広報 8]。
- 2024年（令和6年）3月29日 - 大手総合金融サービスのオリックスから、オリックス・クレジット（現：ドコモ・ファイナンス）の株式66.0%を取得[66]。
- 2024年（令和6年）5月10日 - 同年7月をめどに、グローバル事業の統括会社を設立することを発表[67]。
- 2024年（令和6年）7月1日 - グローバル事業の統括会社として、NTTドコモ・グローバル（旧グローバル準備企画）を設立。NTTドコモ・グローバルが、NTTドコモの通信インフラ（web3、オープンラン）の国内外子会社5社の経営管理機能を吸収[68]。
- 2025年（令和7年）3月3日 - エイベックス通信放送の清算結了[69]。
- 2025年（令和7年）4月25日 - 同年6月5日からの新料金プランを発表[70]。
- 2025年（令和7年）5月29日 - 大手総合金融サービスのSBIホールディングスと資本業務提携。同年7月中をめどに、大手ネット銀行の住信SBIネット銀行の株式65.8％を、SBIHDより取得する[71][72]。
- 2025年（令和7年）6月16日 - 日本最大の総合広告代理店の電通グループと、同社傘下で大手デジタルマーケティングのCARTA HOLDINGSを共同経営体制に移行させる資本業務提携を発表（提携の時期は未定）[73][74]。
- 2025年（令和7年）7月1日 - 以下の改編を実施[75][76]。3代目コーポレートロゴ（2025年7月1日 - ）

3代目コーポレートロゴ（2025年7月1日 - ）

1. ①完全子会社のNTTコミュニケーションズを「NTTドコモビジネス」に、②連結子会社のNTTコムウェアを「NTTドコモソリューションズ」にそれぞれ商号を変更。
2. NTTドコモと上記2社を含むグループ各社のコーポレートロゴを、ドコモグループのイメージカラーの赤色が採用されたダイナミックループと「NTT docomo」を付したものに統一。なお、NTTドコモのブランドロゴはダイナミックループの無い従来デザインを継続使用する。

- 2026年（令和8年）3月31日 - 第3世代携帯電話「FOMA」「iモード」サービス終了予定[77]。

## 主な事業
| セグメント区分     | 事業内容                               | 事業内容                                            |
| ------------------ | -------------------------------------- | --------------------------------------------------- |
| 通信事業           | モバイル通信サービス                   | ・5Gサービス                                        |
| 通信事業           | モバイル通信サービス                   | ・LTE (Xi) サービス                                 |
| 通信事業           | モバイル通信サービス                   | ・FOMAサービス                                      |
| 通信事業           | モバイル通信サービス                   | ・国際サービス                                      |
| 通信事業           | モバイル通信サービス                   | ・端末機器販売 など                                 |
| 通信事業           | 光通信サービス及びその他の通信サービス | ・光通信サービス                                    |
| 通信事業           | 光通信サービス及びその他の通信サービス | ・衛星電話サービス など                             |
| スマートライフ事業 | コンテンツ・コマースサービス           | ・dTV、dヒッツ、dマガジン、dショッピング、dトラベル |
| スマートライフ事業 | コンテンツ・コマースサービス           | ・DAZN for docomo                                   |
| スマートライフ事業 | コンテンツ・コマースサービス           | ・タワーレコード など                               |
| スマートライフ事業 | 金融・決済サービス                     | ・dカード、iD                                       |
| スマートライフ事業 | 金融・決済サービス                     | ・料金収納代行                                      |
| スマートライフ事業 | 金融・決済サービス                     | ・d払い など                                        |
| スマートライフ事業 | ライフスタイルサービス                 | ・dヘルスケア、dグルメ、dフォト                     |
| スマートライフ事業 | ライフスタイルサービス                 | ・オークローンマーケティング                        |
| その他の事業       | 法人ソリューション                     | ・法人IoT                                           |
| その他の事業       | 法人ソリューション                     | ・システム開発・販売・保守受託 など                 |
| その他の事業       | あんしん系サポート                     | ・ケータイ補償サービス                              |
| その他の事業       | あんしん系サポート                     | ・あんしん遠隔サポート など                         |

### 携帯電話事業

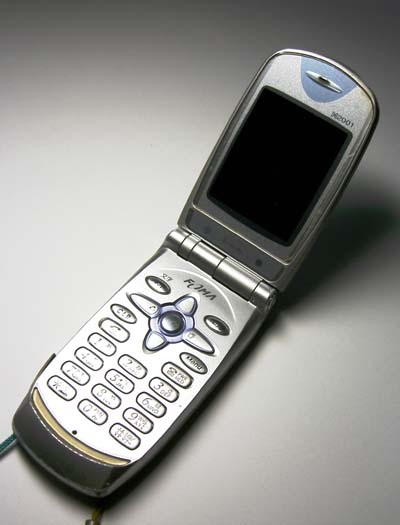
ドコモのFOMA端末第1号・N2001 NEC製 2001年

日本国内携帯電話契約数は約8749万と、国内携帯電話市場における市場占有率は約41%で、ともに1位（2023年3月末現在）。
現在はW-CDMA方式・HSPA方式の第3世代・第3.5世代携帯電話「FOMA」と、2010年12月24日に国内移動通信事業者各社に先駆けて開始したLTE方式の第3.9世代携帯電話「Xi」、2015年3月27日に開始したLTE-Advanced方式の第4世代携帯電話「PREMIUM 4G」、2020年3月25日に開始した第5世代携帯電話「docomo 5G」をサービスしている。
1千万契約ごとの到達年月
- 1997年2月：1000万契約
- 1998年8月：2000万契約
- 2000年4月：3000万契約
- 2002年1月：4000万契約
- 2005年11月：5000万契約
- 2012年3月：6000万契約
- 2016年2月：7000万契約
- 2020年3月：8000万契約

#### メール・iモードサービス
1997年12月開始の10円メールサービス（2008年2月終了）や1999年2月開始のiモードサービスが爆発的ヒットとなり、市場占有率を高めた。
iモード普及期の1999年から2001年にかけて、当初のiモードメールアドレスは「携帯電話番号@docomo.ne.jp」であった。悪意を持ったコンテンツ事業者は「携帯電話番号@docomo.ne.jp」というメールアドレスをコンピュータで自動生成し、自社の勝手サイトを宣伝する「迷惑メール」をiモード宛に大量送信した。受信者にメール受信料金の金銭負担がかかる迷惑メールは社会的に大きな問題になった。このため、2001年7月よりiモードに向けて大量に一斉送信されたメールをiモードセンターが探知し、削除して受信させないことである程度の抑制が出来るようになったほか、契約直後のアドレスはランダムな英数字から始まる仕様に変更され、iモード上の「メール設定」でアドレス（メールアカウント）の他、迷惑メール対策の設定変更ができるようになっている。
同じ頃、J-フォン（現：ソフトバンク）はメール受信無料を強くPRしており、また「受信メールにもパケット料金を課金する」というNTTドコモと同様の仕組みを導入していたau（KDDI・沖縄セルラー電話連合）が2001年1月に「コミコミパック」という無料通信分を含んだ割引プランを導入した。一方、NTTドコモは2001年8月からiモード利用者に対して、迷惑メール対策の一環として毎月400パケットまでは無料とした。また、電波帯域に余裕のあるW-CDMA (FOMA) においては、1パケットの単価を若干下げると共にコミコミパックと同様の「パケットパック」を導入した。2005年11月、新統一料金プラン導入時に同プラン利用者のiモード基本料金を値下げし、毎月の「400パケット無料」を廃止した。また、2008年6月にはiモード基本料金を他社と横並びの月額315円に改定した。

#### movaからFOMAへの移行
2001年10月に世界初のW-CDMA方式の第3世代携帯電話サービスとして開始された「FOMA」は、2004年に最新機能を盛り込んだ900iシリーズの発売を機にドコモの主力サービスとして位置づけられた。その後、「mova」から「FOMA」への加入者移行を図ったことで、2004年4月から2008年6月末まで第3世代携帯電話での純増数は50か月連続1位となり、2006年7月にはFOMAの契約数はmova契約数を上回った。2008年11月にmovaサービス・2009年3月にデュアルネットワークサービスの新規契約を終了し、2012年3月31日を以てPDC方式によるmova携帯電話サービスを終了した。

#### FOMAの高速化とLTEの導入
FOMAのデータ通信速度は2001年10月の導入当初、送受信とも64 Kbpsの回線交換と、受信最大384 Kbps送信最大64 Kbpsの無線パケット通信でサービスが開始された。2003年9月に、カード型端末 F2402 が発売され、送受信とも最大384 Kbpsでの通信が利用可能となった。音声端末においては、その後も、送信は最大64 Kbpsであった。2006年8月に、FOMAハイスピードの名称で W-CDMA の上位規格であるHSDPAが導入され、受信最大3.6 Mbps上り送信384 Kbpsの通信速度が利用可能となった。2008年4月に、FOMAハイスピードの受信速度が最大7.2 Mbpsに向上され、2009年6月には、HSPA規格の導入により送信も最大5.7 Mbpsに向上された。2011年6月からは、FOMAハイスピード受信速度が14 Mbps (理論値: 14.4 Mbps) に引き上げられた。
積極的なFOMAエリアおよびFOMAハイスピードエリアの拡大によって通信エリアによる顧客満足度が向上し、2009年3月にはデータ通信における顧客満足度で1位になり、2009年7月の携帯電話純増数でも第1位になり2009年度全体でも純増数が4年ぶりに1位となっている。また2010年にはJDパワー顧客満足度調査で初めて業界1位を獲得した。
現在、世界中の通信事業者が導入し始めている3.9Gの規格であるLong Term Evolution (LTE)についても、ドコモは「Xi（クロッシィ）」という新たなサービスブランドで、2010年12月24日よりサービスを開始し、東京・大阪・名古屋から政令都市・全国へと基地局を増やしている。「Xi」の導入によって導入当時一部の屋内エリアで最大75 Mbps、その他のエリアで最大37.5 Mbpsの通信速度が利用可能となった。一部地域において2012年冬より受信最大速度最大112.5 Mbpsにまで、2013年夏より受信最大速度最大150 Mbpsにまで向上した。

#### スマートフォンとiPhoneへの参入遅れ

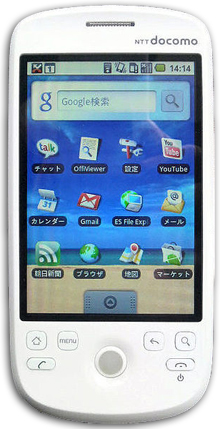
「HT-03A」日本初のAndroid搭載携帯電話（HTC Magicベース）

2006年10月に開始した「番号ポータビリティ (MNP)」では当初苦戦し、2006年11月度の契約数が自社初の純減となった。その後も、auに比べ純増数が少ない状態が続いた。さらにはソフトバンクにも純増数で劣り、MNP開始後2社に大きく遅れをとった。また、2008年1月度はイー・モバイルにも純増数で劣った。ドコモは2007年5月より「DoCoMo2.0」という旗印で顧客獲得を狙ったが、2007年8月度に、創業以来2度目の純減 (-22900)となった。
この純減状況に、更なる追い打ちをかけたのが、フィーチャーフォンに変わるスマートフォン（スマホ）の台頭と、2007年にWWDCで発表された「iPhone」（Apple）の登場である。とりわけiPhoneは、画面上を指の操作によるマルチタッチ機能が、斬新で直感的な操作体系に加えて、パソコンとほぼ同等の機能を持つ「フルブラウザ機能」と「電子メール機能」を搭載したことで、iPhoneの市場規模が拡大した。翌年の2008年に発表されたiPhone 3Gに、ソフトバンクが参入したことで、日本国内においてもスマートフォンが普及するきっかけとなった。
スマホの台頭でドコモも対応に追われ、2008年7月から新しいドコモブランドに変更することとなった。2008年11月には「90X・70X」といった数字による携帯電話の付番方式を改め、型番を整理し、「docomo PRIME series」「docomo STYLE series」「docomo SMART series」「docomo PRO series」といった4つのシリーズに分類するようになり、2008年度からは1100シリーズ、docomo PRO seriesで「Windows Mobile」「BlackBerry」「Android」といったスマートフォンを立て続けに発売した。
2010年夏からはスマホを PRO series カテゴリから独立させ「ドコモ スマートフォン」とし、2010年9月にはスマホでもiモードのメールアドレスなどが利用できる「spモード」がサービス開始になった。
2011年冬季モデルの端末からは、従来型携帯電話の上位シリーズを「docomo STYLE series」に統合してスマホを主力に位置付けた上で、ワンセグやおサイフケータイといった従来型携帯電話に搭載されていた機能を付け加えた「docomo with series」と、旧来の「ドコモ スマートフォン」の流れを引き継ぐ先進的なユーザー向けのスマートフォンという位置づけとなる「docomo NEXT series」の2つのシリーズに分類した。2011年冬モデル以降は「Xi」対応の音声通信端末が発売された。
しかし、これまで通信規格「CDMA」の問題で、iPhoneに参入出来なかったauが、iPhone 4sの発売と同時に参入したことで、iPhone 3GS以降の機種で、FOMAの通信規格に対応していたにもかかわらず、ドコモだけがiPhoneを取り扱わない状態に陥っていた。これは、ソフトバンクのiPhone参入時からドコモのiPhone参入時までの間に、ドコモでは2度の社長交代が行われており、経営方針の変更を余儀なくされていたのに加えて、2010年のパケットビデオ社の買収や2012年のNOTTVの放送開始、当時のドコモの傲慢な態度も、ユーザーの不評を買う要因となっていた。
その影響を受けて、2008年夏以降は番号ポータビリティ転出数や解約率の低下が顕著になり、同年12月にはMNP制度開始以来初の転入超過となっている。2012年1月には初めて「FOMA」契約が純減となり、iPhone参入までの間は、苦戦が続いた。
このような過去の失敗と反省を踏まえて、ドコモは経営戦略の見直しを図り、新たに「2トップ戦略」を打ち出し、ソニーとサムスン電子のスマホに、販売奨励金をより多く投入すると共に（結果的には失敗に終わるが）、2013夏季モデルの端末からは、「docomo with series」と「docomo NEXT series」の2つのシリーズによる分類も無くなった。
2013年秋には、ソフトバンク、auに続いて、日本国内でのiPhone参入 (iPhone 5s / 5c) をようやく果たした。

#### 近年の課題・新サービス
他社に比べ料金プランや端末価格が高額というイメージがあることなどが挙げられる。FOMAでのパケ・ホーダイ（iモード通信を対象としたパケット定額制料金プラン）・パケ・ホーダイフル（iモード通信・フルブラウザを対象としたパケット定額制料金プラン）（パケ・ホーダイダブルのサービス開始に伴い、2008年12月31日をもって新規申込受付を終了）の導入や利用可能エリアの拡大、サービスや端末のバリエーションの強化、家族間通話24時間無料などファミリー割引の強化、料金プランのFOMAとmovaの統一、ファミ割MAX50とひとりでも割引50の導入による料金が高額というイメージの払拭、新料金体系（バリューコース・ベーシックコース）導入に伴う端末の割賦販売の開始、さらなる高速パケット通信規格であるHSDPAの導入、MOAPといったソフトウェアにおける共通プラットフォーム開発などの対抗策を打っている。
2004年には「iモードFeliCa」を開始した。愛称は「おサイフケータイ」で、これを基にした「モバイルSuica」のサービスも行われている。「おサイフケータイ」は他社にもライセンスが供与されている。
2006年8月31日、HSDPAと呼ばれる高速パケット通信規格を使用したサービス「FOMAハイスピード」を開始した。HSDPAは3.5Gの高速データ通信の受信規格（ダウンロード）に相当する。これを利用した、「着うたフル」の配信や深夜に音楽番組を自動でダウンロードする「Music&Videoチャネル」も行っている。また、同じ第3.5世代移動通信システムの高速データ通信の送信規格（アップロード）であるHSUPA方式の「FOMAハイスピード」も採用され、FOMAのデータ通信サービス「FOMAハイスピード」は送受信とも高速化を実現した。更に、4Gに相当するXi、5Gへの新方式の研究・開発を積極的に行っている。
2008年度からは、今までドコモが作ったビジネスモデルであるiモードシステムでは開拓しきれなかった分野にも取り組んでいる。
2010年9月より、スマホ用ISPサービス「spモード」をサービス開始、ワンセグ、おサイフケータイ搭載のスマホの発売、更に大日本印刷との提携でスマホ向け電子書籍配信サイト「2Dfacto」を立ち上げるなどして販売拡大に取り組んでいる。
2011年9月からは、タブレット端末を新たなカテゴリ「ドコモ タブレット」で展開している。また同年4月1日以降に販売する端末は、総務大臣が示すガイドラインに基づき、iPhoneを除いた全ての携帯端末で、SIMロック解除可能（SIMフリー）とした。
更に2014年夏には、「Xi」による高音質通話サービス「VoLTE」(Voice over LTE) が開始された。
2015年2月から、「口座振替のご案内の封書」は有料化され、郵送料は50円（消費税抜き）、請求書払いは100円（消費税抜き）の取扱手数料が掛かるようになった（eビリングは継続）。同年、タカラトミーと共同で、コミュニケーショントイ・オムニボット「OHaNAs」を開発した。「しゃべってコンシェル」の技術を応用し、円滑な会話が可能となっている。
2019年秋、ラグビーワールドカップ2019に合わせ、5Gのプレサービスを開始し、2020年3月25日に5Gサービスを正式に開始した。
2020年9月には、今後の6G携帯電話への研究開発に向けてのNTTグループとしての国際競争力を高めるなどの狙いから、NTTによるドコモの完全子会社化が発表された。
またNTTドコモは、KDDIやソフトバンクのようにサブブランドを持っていなかったため、大手携帯電話会社への月額料金の値下げを迫った菅義偉内閣の要望を受け、2020年12月に、デジタルネイティブ世代をターゲットにした、ドコモの既存プランとは完全分離された新プラン「ahamo」を2021年3月に導入することを発表している。
2022年にはNTTコミュニケーションズ（NTTコム、現・NTTドコモビジネス）を傘下に収めた関係で、NTTコムが提供する格安スマホ「OCNモバイルONE」をNTTドコモショップで販売している。
2023年7月1日より、ギガホとギガライトを統合した「eximo」と、ライトユーザー向けの「irumo」のプランを開始した。それにともない、「ギガホ」「ギガライト」「OCNモバイルONE」の新規受付は終了している。

#### 他事業者への回線貸出（MVNO事業）
NTTドコモのXi/FOMA回線網をMVNO事業者へ貸し出すMNO事業を行っている。
| サービス名                                     | 提供企業                                              | 提供回線                            |
| ---------------------------------------------- | ----------------------------------------------------- | ----------------------------------- |
| IIJモバイル                                    | インターネットイニシアティブ                          | FOMAハイスピード（データのみ）      |
| IIJmio高速モバイル/D                           | インターネットイニシアティブ                          | Xi/FOMAハイスピード（データ・音声） |
| モバイル/リモートアクセス ドコモモデル         | NTTドコモビジネス                                     | FOMAハイスピード（データのみ）      |
| OCNモバイル OCNビジネスモバイル (d)            | NTTドコモビジネス                                     | FOMAハイスピード（データのみ）      |
| OCNモバイル d                                  | NTTドコモビジネス                                     | Xi                                  |
| OCNモバイルONE                                 | NTTドコモビジネス                                     | Xi/FOMAハイスピード（データのみ）   |
| b-mobile 3G                                    | 日本通信                                              | FOMAハイスピード（データのみ）      |
| コネクトメール                                 | 日本通信                                              | メールサービス                      |
| talkingSIM                                     | 日本通信                                              | 音声、データ、WORLD WING            |
| b-mobile 4G                                    | 日本通信                                              | Xi/FOMAハイスピード（データのみ）   |
| STAR Remote3G                                  | スターネット （住友電工系）                           | FOMAハイスピード（データのみ）      |
| VERTU                                          | NOKIA Japan                                           | 音声、データ、WORLD WING            |
| Tikiモバイル 3G                                | TikiTikiインターネット                                | FOMAハイスピード（データのみ）      |
| WaveNETMate/タイプD                            | エヌ・ティ・ティ・データ・ウェーブ（NTTデータ系）     | FOMAハイスピード（データのみ）      |
| Master'sONE モバイルSaaS OnePacサービス        | NTTPCコミュニケーションズ                             | FOMAハイスピード（データのみ）      |
| GENES                                          | コシダテック（コシダグループ系）                      | データ通信                          |
| みまもりほっとライン                           | 象印マホービン                                        | データ通信                          |
| TANGOメール                                    | 丹後通信                                              | FOMAハイスピード（データのみ）      |
| AIA-110PoF                                     | 日本電子工学                                          | データ通信                          |
| さつまいもネットワーク21C                      | 白露カンパニー（岩崎産業名）                          | 音声、データ                        |
| モバイルPCアクセス タイプD                     | 富士通                                                | FOMAハイスピード（データのみ）      |
| モバイルアクセス type AJ                       | USEN                                                  | FOMAハイスピード（データのみ）      |
| WICOM Mobile-D                                 | ワイコム                                              | FOMAハイスピード（データのみ）      |
| MIND FOMAパケットアクセス (TypeB)              | 三菱電機情報ネットワーク（三菱電機系）                | FOMAハイスピード（データのみ）      |
| 運行管理システム                               | モバイルクリエイト（大分銀行グループ）                | データ通信                          |
| VECTANTセキュアモバイルアクセス                | アルテリア・ネットワークス（丸紅系）                  | FOMAハイスピード（データのみ）      |
| ベリーデータ定額 日本                          | a2network                                             | FOMAハイスピード（データのみ）      |
| MiFi                                           | インターコミュニケーションズ（ジー・フォーン系）      | FOMAハイスピード（データのみ）      |
| クリーニングPOS「DUKE」ワイヤレスプラン他      | デジジャパン（テラオカグループ）                      | データ通信                          |
| HP Mobile Broadband                            | 日本ヒューレットパッカード（HPグループ日本法人）      | FOMAハイスピード（データのみ）      |
| DTIハイブリッドモバイル                        | ドリーム・トレイン・インターネット （フリービット系） | FOMAハイスピード（データのみ）      |
| ServersMan SIM LTE 100                         | ドリーム・トレイン・インターネット （フリービット系） | Xi/FOMAハイスピード（データのみ）   |
| R-Sky                                          | アールストリーム                                      | FOMAハイスピード+IP電話             |
| エスモビ                                       | ソフィアモバイル（ソフィアホールディングス系）        | FOMAハイスピード+IP電話             |
| So-net モバイル 3G                             | ソネットエンタテインメント（ソニーグループ）          | Xi/FOMAハイスピード（データのみ）   |
| NURO LTE→So-net モバイル LTE（2013年9月1日〜） | ソネットエンタテインメント（ソニーグループ）          | Xi/FOMAハイスピード（データ、音声） |
| ぷららモバイル                                 | NTTぷらら                                             | Xi/FOMAハイスピード（データのみ）   |
| BIGLOBEモバイル                                | BIGLOBE（KDDIグループ）                               | Xi/FOMAハイスピード（データ、音声） |
| @nifty do LTE                                  | ニフティ                                              | Xi/FOMAハイスピード（データのみ）   |
| hi-ho LTE typeD                                | hi-ho（光通信グループ）                               | Xi/FOMAハイスピード（データのみ）   |
| Wonderlink LTE                                 | パナソニック コンシューマーマーケティング             | Xi（データのみ）                    |
| 楽天ブロードバンド LTE                         | 楽天コミュニケーションズ（楽天グループ） 丸紅無線通信 | Xi/FOMAハイスピード（データのみ）   |
| BB excite LTE                                  | エキサイト                                            | Xi/FOMAハイスピード（データのみ）   |
| ビックSIM                                      | ビックカメラ                                          | Xi/FOMAハイスピード（データのみ）   |
| U-Mobile LTE                                   | U-NEXT                                                | Xi/FOMAハイスピード（データのみ）   |
| Umobile d                                      | U-NEXT                                                | FOMAハイスピード（データのみ）      |
| ASAHIネット LTE                                | ASAHIネット                                           | Xi/FOMAハイスピード（データのみ）   |
| モバイルデータ通信                             | シグナル                                              | Xi/FOMAハイスピード（データのみ）   |
| Value SIM (Toppa!)                             | Hi-bit                                                | FOMAハイスピード（データのみ）      |
| @モバイルくん                                  | ジェネス                                              | Xi/FOMAハイスピード（データのみ）   |
| Kモバ                                          | 近鉄ケーブルネットワーク                              | Xi/FOMAハイスピード（データ、音声） |
| ads.mobile                                     | アドバンスコープ                                      | Xi/FOMAハイスピード（データ、音声） |

| サービス名      | 提供企業                                                                        | 提供回線                       |
| --------------- | ------------------------------------------------------------------------------- | ------------------------------ |
| ACCA mobile (D) | アッカ・ネットワークス （元NTTグループ・NTTコム傘下→イー・アクセス系→吸収合併） | FOMAハイスピード（データのみ） |
| WILLCOM CORE 3G | ウィルコム （旧DDIポケット、ソフトバンクグループ）                              | FOMAハイスピード（データのみ） |

### 衛星電話（ワイドスター）

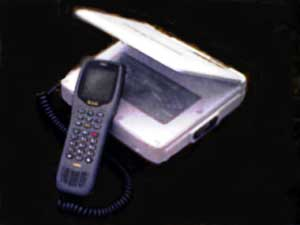
ワイドスターデュオ

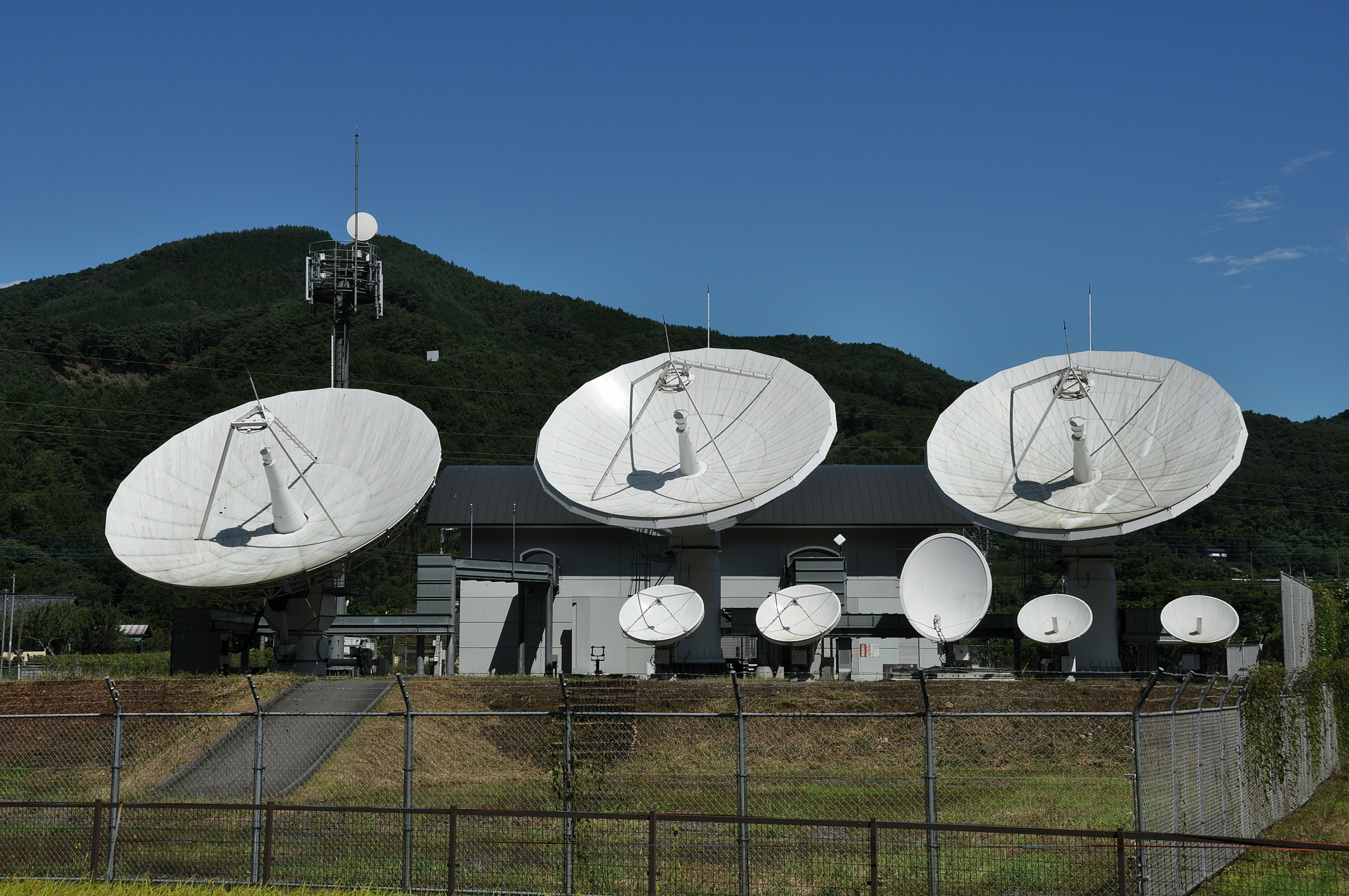
小夜戸衛星通信所

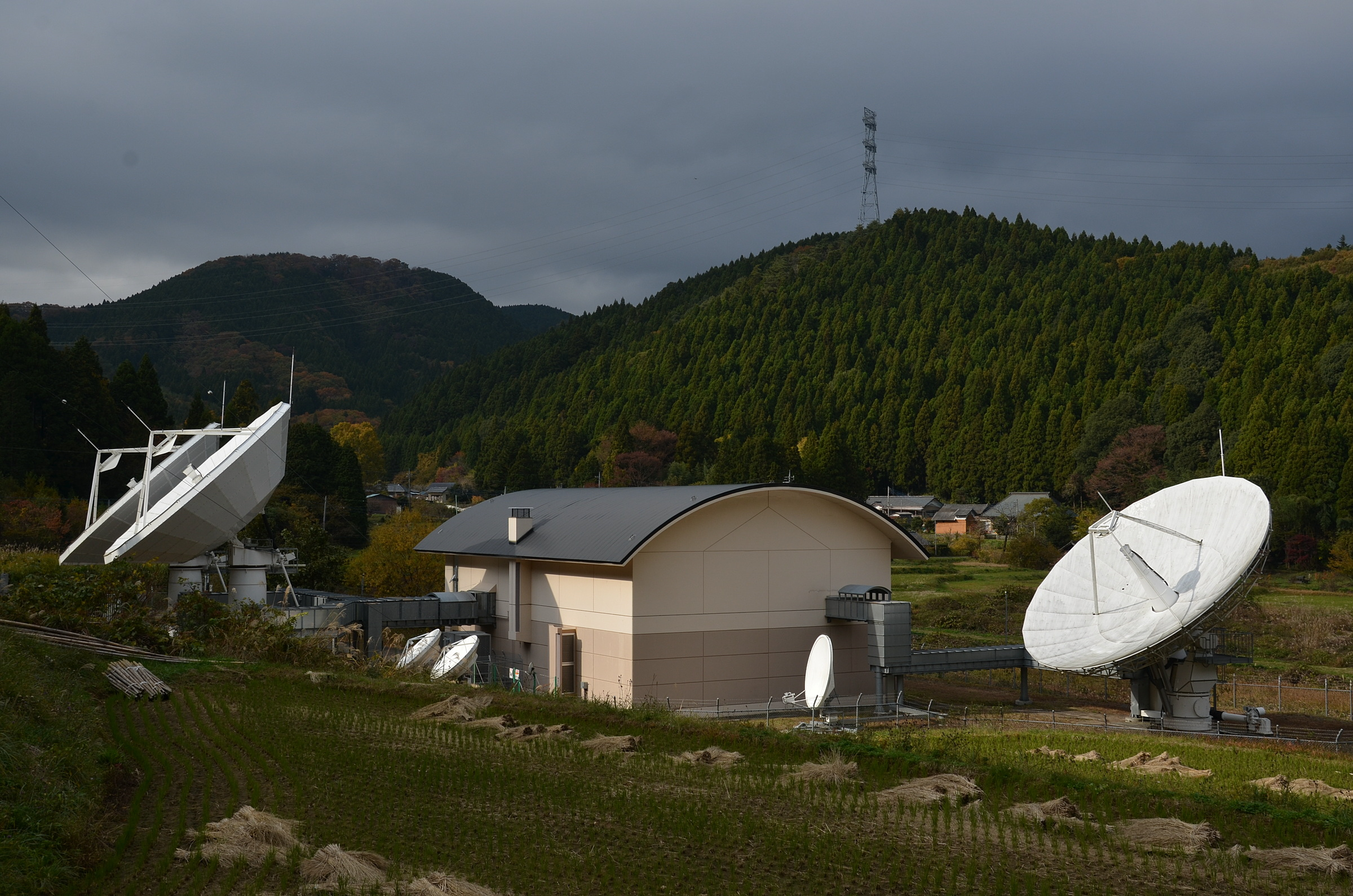
揚枝方衛星通信所

ワイドスターは赤道上空36000 kmにある2機の静止軌道衛星 (N-STAR) を使った公衆通話サービスである。2010年5月末時点で、38100契約である。利用可能エリアは日本の領土・領海・経済水域のうち、正午ごろに太陽を見渡せる場所を全てカバーする。主に山小屋、船舶といった携帯電話や固定電話の届きにくい場所で利用されている。2004年3月まで、航空機内においてもサービスが提供されていた。
衛星軌道が遠いため、0.2秒程度音声に遅延が発生する。また通信に高出力が必要であるため、電話機は最小の可搬型で1.7 kgである。主に可搬型・車両型・船舶型の3形態である。車両型・船舶型は常に静止衛星にアンテナが向くよう、自動追尾アンテナを備える。可搬型にはそれ自体に指向性の強いアンテナが内蔵されており、アンテナを南方向に向けることにより、通信が可能となる。
屋内で利用するため外部アンテナと接続することもできる。割り当て番号は日本の携帯電話番号と同じで、衛星電話に着信する際の料金体系も、地上系携帯電話の料金と同じであるため、世界的な比較でも格安な衛星通信である。地上インフラへの依存度は低く、災害時も輻輳が起こりにくく、下記の2箇所に分散された「衛星アップリンク局」が同時に被災しない限り、通信に支障が生じることは無く、移動予備局への移行も容易である。
その実力は、未曾有の被害となった東日本大震災で、地上の携帯電話基地局が地震や津波や長時間停電などで、次々と麻痺・機能不全になった時でも、安定した通話・通信が実証されたため、災害対策機関だけでなく、官公庁や企業でも災害対策用として導入している。
2010年4月からはワイドスターIIという、データ通信速度の高速化及びパケット料金の低廉化を図った新サービスを開始している。
- 小夜戸（さやど）衛星通信所（群馬県みどり市）
- 揚枝方（ようじかた）衛星通信所（茨城県北茨城市）

### 国際ローミング、国際電話
NTTドコモの国際ローミングサービスとしてWORLD WINGというサービスを提供している。これは電話番号やメールアドレスはそのままにNTTドコモと提携している海外の通信事業者のサービスエリアで利用できるサービスである。通話のほかiモード（iモードメール含む）・SMS・データ通信など海外で利用することができる。
利用できるエリアは210カ国と、日本人が渡航するほとんどの国で利用が可能である。またコネクサスモバイルアライアンス等、海外との通信キャリアとの提携を積極的に行っており、2010年9月には海外パケ・ホーダイの提供により、海外での定額のパケット利用料などのサービスを提供している。2007年頃から、WORLD WING搭載の機種が増えているが、日本の国際空港では、ドコモワールドカウンターを設け、国際ローミング端末のレンタルも行っている。
国際電話（日本発海外）では、WORLD CALLというサービスを行っており、NTTドコモの全端末から利用することが可能である。ガイドブックには記載はないが、イリジウム衛星携帯電話に電話することができる。

### インターネットサービスプロバイダ及び公衆無線LAN事業
NTTドコモでは、インターネットサービスプロバイダ（ISP）事業を展開している。
ドコモ光は、NTT東日本・西日本及び提携ケーブルテレビ局の光回線の卸売を利用してFMCを行うものである。各ISPと提携しているが、ドコモnetの選択も可能である。
mopera（モペラ）はNTTドコモの携帯電話(mova、初期のFOMA)やDoPa、衛星電話といった全ての通信でインターネット接続ができるもので、利用料は基本的に無料である。FOMAに特化しデータ圧縮やセキュリティー対策のとれるmopera U（モペラユー）ではiモードが使えないドコモのスマートフォンでのプッシュ型電子メールや定額データプランでの接続などができるほか、オプションで公衆無線LANやフレッツ光やフレッツADSLを安価に利用することができる。
かつてはドコモ・エーオーエルやドリームネットといったISPも運営していたが、他社への売却やOCNへの統合などでmoperaとドコモnetだけである。

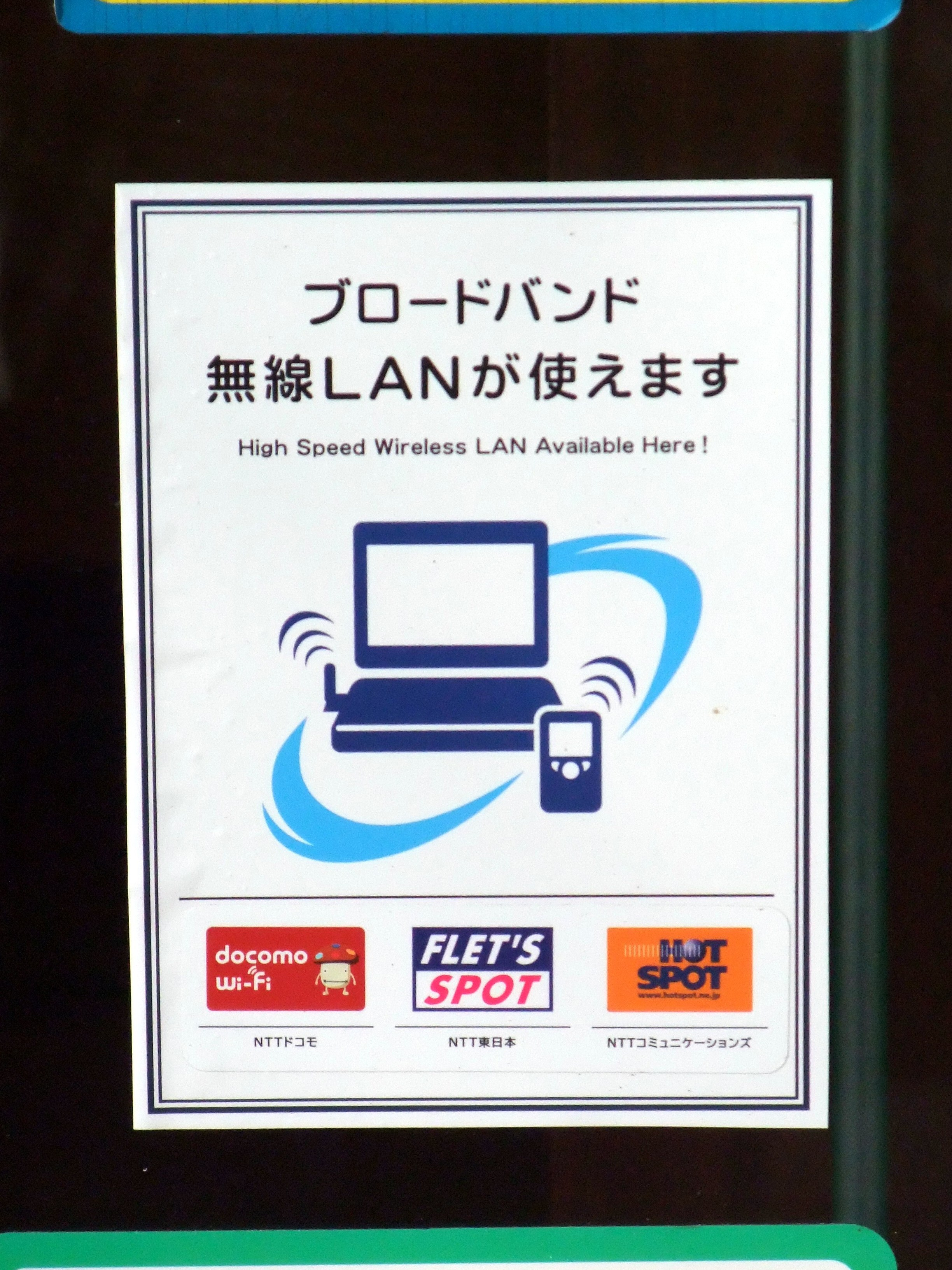
公衆無線LAN docomo Wi-Fi・FLET'S SPOT・ホットスポットの共用エリア表示

その他にd Wi-Fiという公衆無線LANサービスを提供している。これはドコモ契約者向けにdocomo Wi-Fi（ドコモ ワイファイ）として有料で提供していたサービスをdポイントクラブ会員向けに無料で提供するよう拡張したものである。法人名義のドコモ回線を所有しているドコモビジネスメンバーズ会員向けに、同じく無料でドコモビジネスWi-Fiが提供されている。
docomo Wi-Fiは、かつてはMzone（エムゾーン）の名前でサービスを展開していたが、2012年3月1日より名称変更された。回線契約者向けに前述のmopera Uの公衆無線LANのオプションサービスやスマートフォン向けのspモードの公衆無線LANオプションサービスとしてdocomo Wi-Fiの公衆無線LANサービスを提供していたが、NTTドコモの回線契約がなくても、docomo Wi-Fiのサービスを単体で契約して利用することができた(利用料はmopera Uやspモードの公衆無線LANのオプションよりは割高)。
d Wi-Fi（かつてのdocomo Wi-Fiも含む）およびドコモビジネスWi-Fiの提供エリアは日本の有料で提供される公衆無線LANのなかでは最大で、コンビニエンスストア、飲食店、駅、空港、複合ビル、ホテル、パーキングエリアなどで利用することができる。

### PHS事業

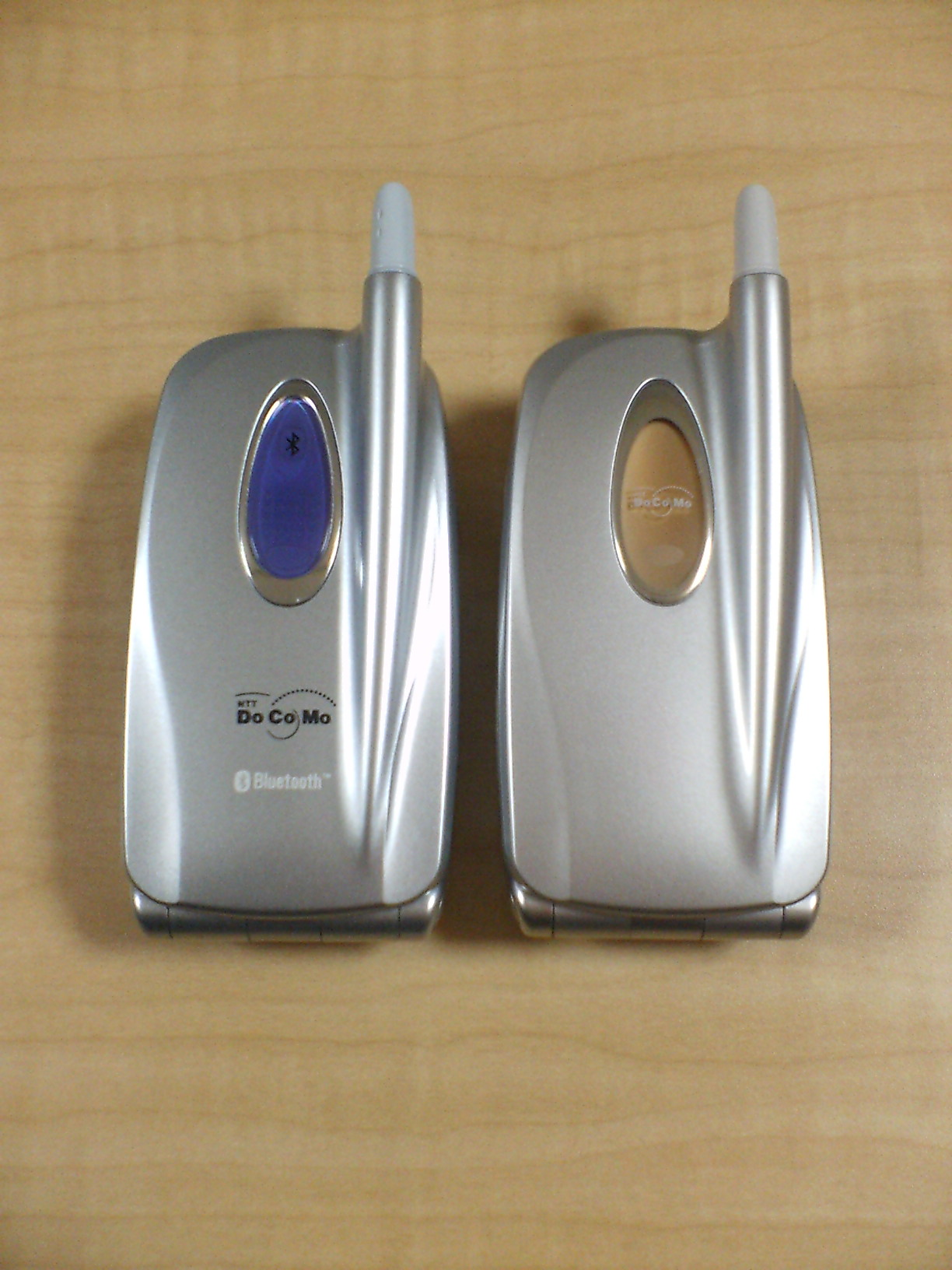
NTTドコモPHS、633S 642S

1998年にNTTパーソナルよりPHS事業の譲渡を受け、事業展開を行っていた。NTTドコモの携帯電話事業との競合を極力避けるため、音声通話よりもデータ通信や位置情報端末、パッセージといわれるPHSを使った構内内線や家庭内内線などといった分野に力を入れていった。
2000年ごろはパーム (Palm/SONY) やザウルス (Zaurus/SHARP)、Windows CE端末といった携帯情報端末 (PDA) が全盛期ということもあり、それにあわせたコンパクトフラッシュタイプのデータ通信端末を中心に契約数を伸ばし、ピーク時には200万以上の契約数で市場占有率2位であった。
2001年前半にFOMA等に先駆けてマルチメディアサービスM-Stage（音楽配信・動画配信）も行われていた。しかし事業自体は赤字が続き、生き残りの施策として2003年に@FreeDという定額データ通信サービス（回線交換によるドーマント方式）を開始。一時期収益を持ち直したが、競合するDDIポケットがAir H"サービス（パケット交換方式）の先行に追いつけず、端末と料金設定が充実した2005年頃にはFOMAサービスの低廉化とデータ通信や構内内線 (PASSAGE DUPLE) 事業が社内競合し始めた事や、設備の老朽化によりエリア拡充や新規サービス追加が困難なことから、事業継続のメリットが少なくなってきた。PHS事業を手がける3大グループの中のアステルグループが2002年より一部地域会社で撤退が始まり（2006年12月にアステルとしてのサービスは全て終了）、ドコモPHSの動向が注目されていた。
2005年4月30日を以て新規加入を停止、2008年1月7日24時をもって全てのサービスを終了した。ドコモPHSの利用者はFOMAへの移行優遇措置やウィルコムへの斡旋等を行い、NTTグループ全体としてみても、通信分野部門単位で初めて他事業者に市場を明け渡したことになる。
2008年1月7日以降は、ウィルコムグループ→ワイモバイルのみがPHSの全国サービスを展開し存続する事業者になったが、これも2023年3月末日をもって全サービスが終了した。

### ポケットベル（クイックキャスト）

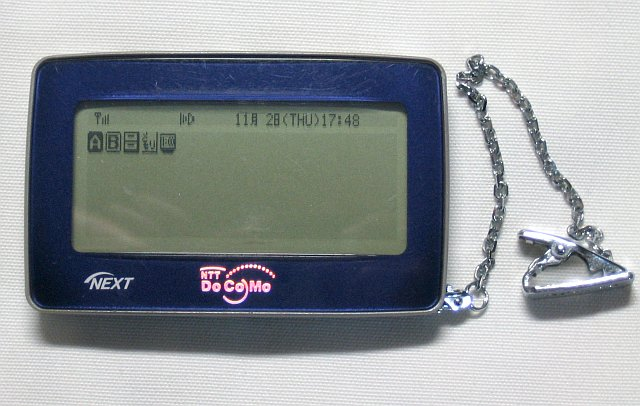
ドコモセンティーネクスト

日本で唯一ポケットベルサービスを全国の都道府県で提供する事業者であった。NTTドコモの営業開始当初は、携帯電話よりポケットベル加入者の方が多かった時期もあった。1968年7月1日に、東京23区で旧電電公社が始め、1978年に280MHz帯のFSK変調200b/sのNTT方式のサービスが開始された。当初は呼び出し音のみのものであったが、バイブレーションタイプ、カードタイプと進化していった。1985年の通信自由化によりテレメッセージグループが参入し、ポケットベル価格が安価になり、1990年代は端末が「ネクスト」シリーズとしてラインナップされ、数字・カタカナ・漢字の表記もできるように高機能になっていった。
1996年以降は、携帯電話・PHSの低価格化とポケベル同様の「ショートメール」機能を備えた機種の登場により、プライベート用途で利用していたユーザの流出が起き始める。
1997年からパソコンから電子メール網（SMTP）を経由してメッセージを送信するアプリケーション、占い・天気予報・ニュースなどのプッシュ型情報配信サービス（タクシーや自動販売機の電光掲示板配信にも応用）や、“帰宅や連絡を促す”定型文（シンプルネクスト）のみに対応した子供向け端末「キッズベル」の発売、1999年には発信者課金で基本料不要の「ゼロニード」（02DO/020発信電話）のサービスも開始され、テレビCMもiモード登場後の02DOサービスインまで行われていた（「キッズベル」を除き、東京テレメッセージでも同等のサービスが近年まで提供されていた）。
2001年4月にポケットベルからクイックキャストへサービス名称を変更した。“確実に届く”ページャーの特性を前面に出し、新端末「スクーパー」シリーズも発売されたが、携帯電話の加入者増加が続き、利用者が大幅に減少したため、2004年6月30日に新規申込受付を終了、2007年3月31日限りで事業を終了した。
NTTドコモが2007年に撤退した後は、テレメッセージグループだった沖縄テレメッセージと東京テレメッセージ（2代目:2008年10月1日にYOZANから会社分割）がポケットベル事業を継続していたが、沖縄テレメッセージは2017年4月に、東京テレメッセージは2019年9月に事業終了した。

### クレジットカード事業
NTTドコモは、元々は『ドコモカード』というクレジットカードを、クレジットカード会社と提携して提供していた。おサイフケータイでのクレジットカードサービスの促進、さらに新たな収益確保の一環として、2005年12月1日より三井住友カードと共同で、非接触型クレジットブランドである「iD」サービスを始めた。
2006年5月26日サービス開始の「DCMX」・2015年11月20日発行開始のdポイントカード一体型の「dカード」をドコモ独自のiD対応クレジットカードとして発行している。VISA / Master ブランドのクレジットカードでも、ショッピングやキャッシングの利用が可能。ETCカードも発行されている。
DCMXには、カードを発行せず、おサイフケータイのiDによるショッピングのみ対応の簡易サービス「DCMX mini」もある。利用限度額1万円・ショッピングポイント非加算という制約があるものの、FOMAのおサイフケータイを保有している数百万 - 1千万程度の契約者が申込むことができ、ケータイクレジットのすそ野を広げる狙いがある。
ドコモのケータイ払いは、dアカウントでの買い物の代金を携帯電話料金などとまとめて決済するサービスである。dポイントが付与され使用できる。dアカウントは、ドコモ回線契約がなくても取得できる。
iDはNTTドコモ、三井住友カードの他にも、イオンクレジットサービスやクレディセゾンなど、合計68社が提供を行っており、2009年1月には、おサイフケータイによるiD・iD一体型クレジットカードとiD単体カード（VJAグループ）を併せた発行枚数が1000万枚を突破した。「DCMX」の会員数も2009年8月24日に1000万人を突破した。
iD利用可能な店舗はセブン-イレブン、ローソン、ファミリーマート、デイリーヤマザキといったコンビニエンスストアや、日本マクドナルド、牛角、イオン、ビックカメラ、ヨドバシカメラ、コジマ他多数の店舗で利用が可能である。また日本コカ・コーラの自動販売機であるシーモ2やタクシーでも利用できるものがある。
海外でも、2008年7月よりグアム、8月に中国上海市でも利用可能になった。「iD」の決済端末の設置台数は、2023年3月末に207万台を突破している。

## 業務区域
太字は地域支社所在都府県。地域支社は合併前の各地域会社の本社であった。なお傘下支店はその後、ドコモCSの各地域会社に移管され、ドコモ本体には地域支社組織しかない。契約者数は2019年12月末現在
| 地域支社名 | 旧地域会社名                            | 管轄都道府県                                                                      | 旧傘下支店                                                                        | 契約者数 |
| ---------- | --------------------------------------- | --------------------------------------------------------------------------------- | --------------------------------------------------------------------------------- | -------- |
| 北海道支社 | エヌ・ティ・ティ・ドコモ北海道          | 北海道                                                                            | 函館、苫小牧、旭川、帯広、釧路、北見                                              | 234.0万  |
| 東北支社   | エヌ・ティ・ティ・ドコモ東北            | 青森県、岩手県、宮城県、秋田県、山形県、福島県                                    | 青森、岩手、秋田、山形、福島                                                      | 399.7万  |
| 本社直轄   | エヌ・ティ・ティ・ドコモ 通称ドコモ中央 | 茨城県、栃木県、群馬県、埼玉県、千葉県、 東京都、神奈川県、新潟県、山梨県、長野県 | 茨城、栃木、群馬、埼玉、千葉、丸の内、 新宿、渋谷、多摩、神奈川、新潟、長野、山梨 | 4500.4万 |
| 東海支社   | エヌ・ティ・ティ・ドコモ東海            | 岐阜県、静岡県、愛知県、三重県                                                    | 岐阜、静岡、三重                                                                  | 604.6万  |
| 北陸支社   | エヌ・ティ・ティ・ドコモ北陸            | 富山県、石川県、福井県                                                            | 富山、福井                                                                        | 135.1万  |
| 関西支社   | エヌ・ティ・ティ・ドコモ関西            | 滋賀県、京都府、大阪府、兵庫県、奈良県、和歌山県                                  | 滋賀、京都、神戸、姫路、奈良、和歌山                                              | 896.2万  |
| 中国支社   | エヌ・ティ・ティ・ドコモ中国            | 鳥取県、島根県、岡山県、広島県、山口県                                            | 鳥取、島根、岡山、福山、山口                                                      | 341.3万  |
| 四国支社   | エヌ・ティ・ティ・ドコモ四国            | 徳島県、香川県、愛媛県、高知県                                                    | 徳島、愛媛、高知                                                                  | 197.6万  |
| 九州支社   | エヌ・ティ・ティ・ドコモ九州            | 福岡県、佐賀県、長崎県、熊本県、大分県、 宮崎県、鹿児島県、沖縄県                 | 北九州、佐賀、長崎、熊本、大分、宮崎、鹿児島、沖縄                                | 658.0万  |

以下の写真に挙げられた各建物は、子会社等を含めた事務部門が入っているもの、電話交換設備のみが置かれているものとに分けられる。

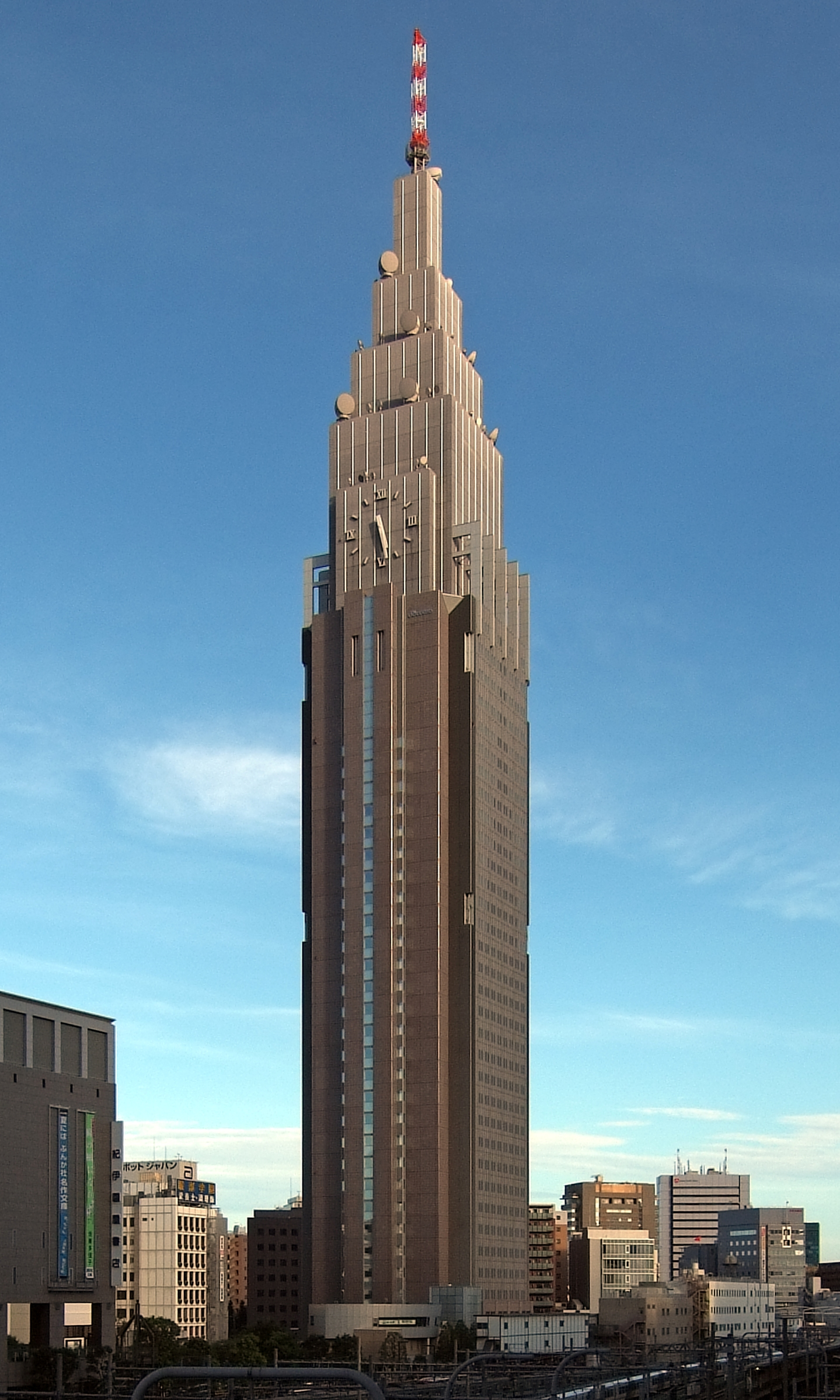
NTTドコモ代々木ビル
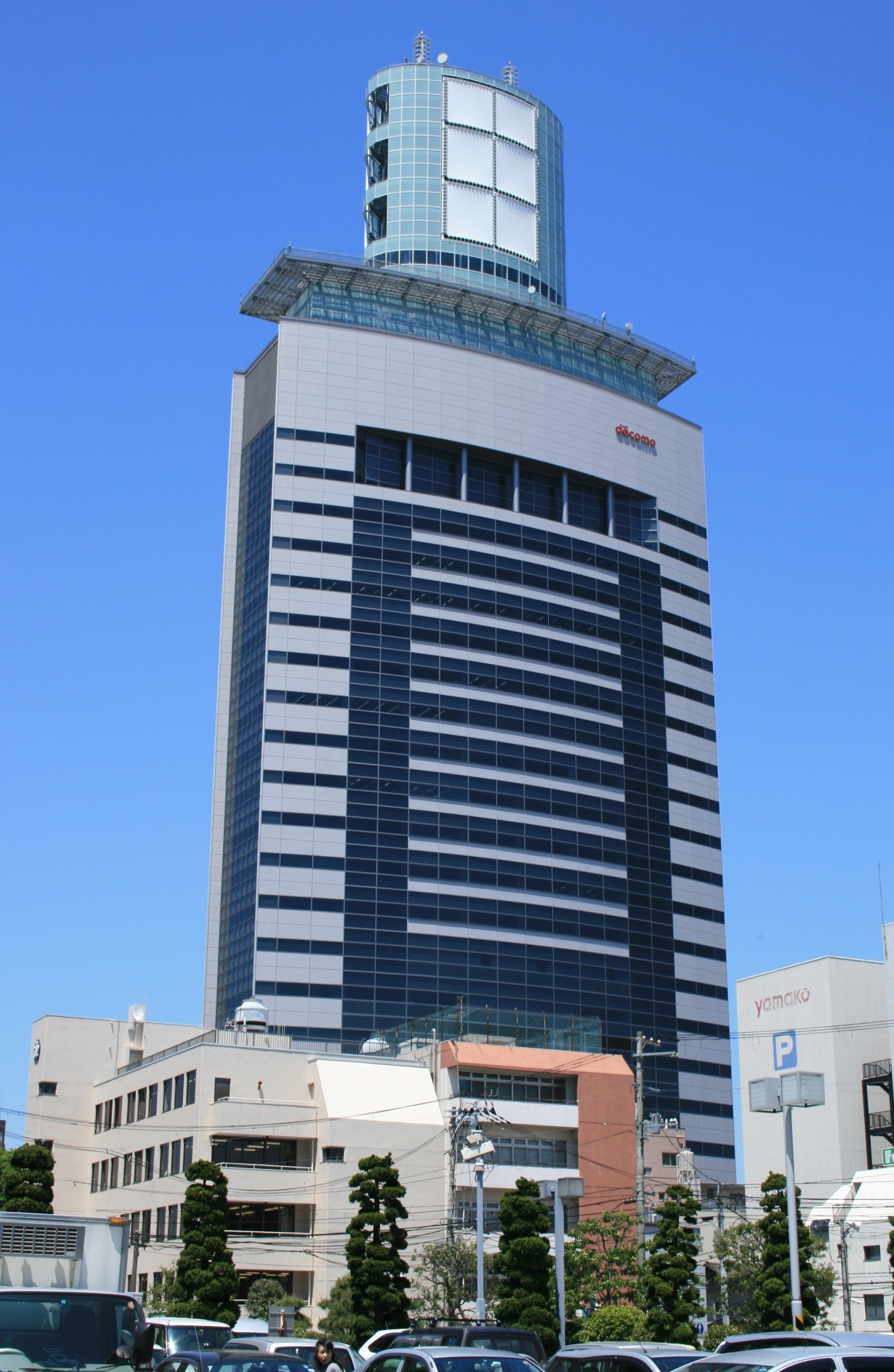
NTTドコモ東北支社 （NTTドコモ東北ビル）
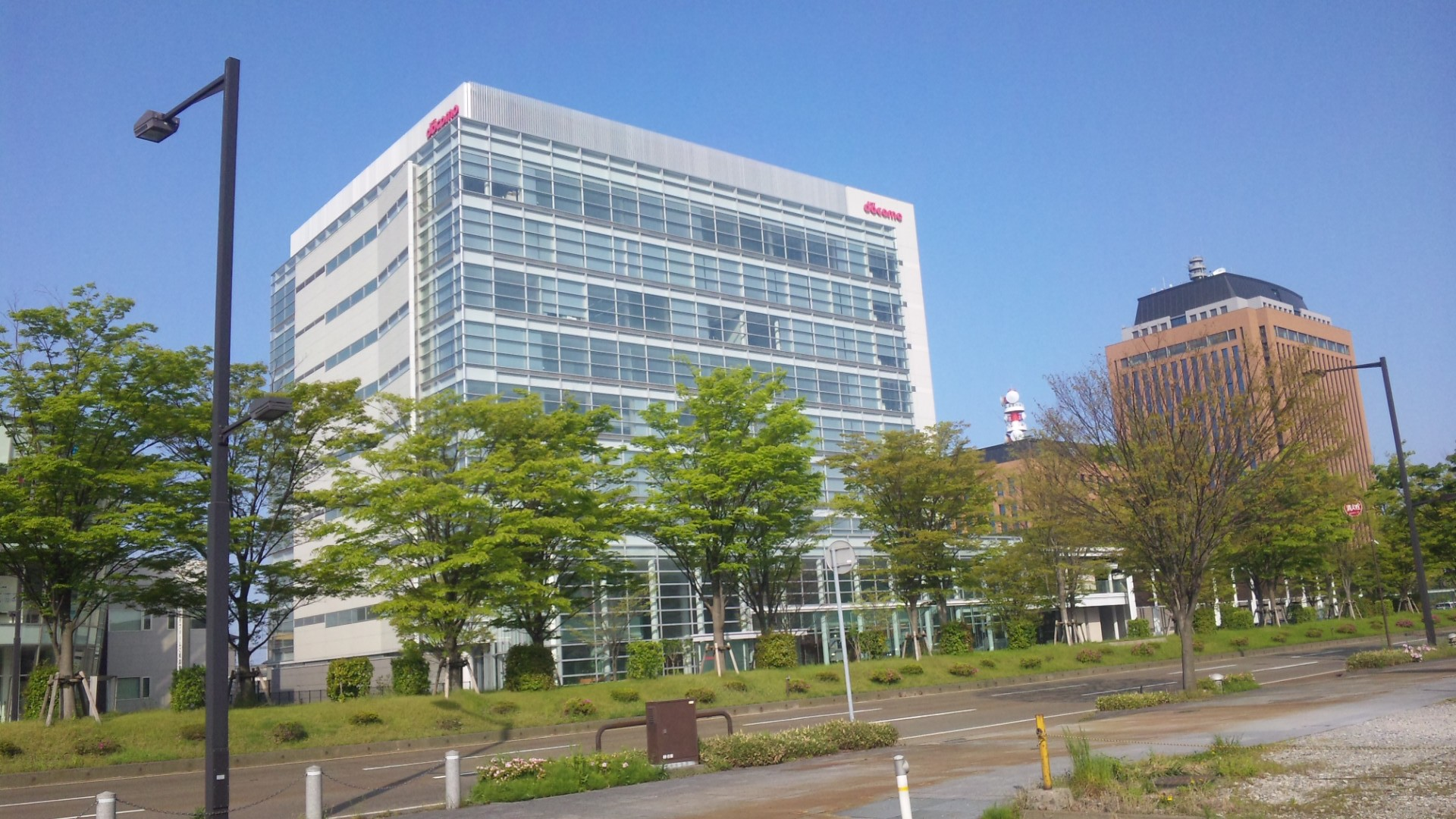
NTTドコモ北陸支社 （NTTドコモ金沢西都ビル）
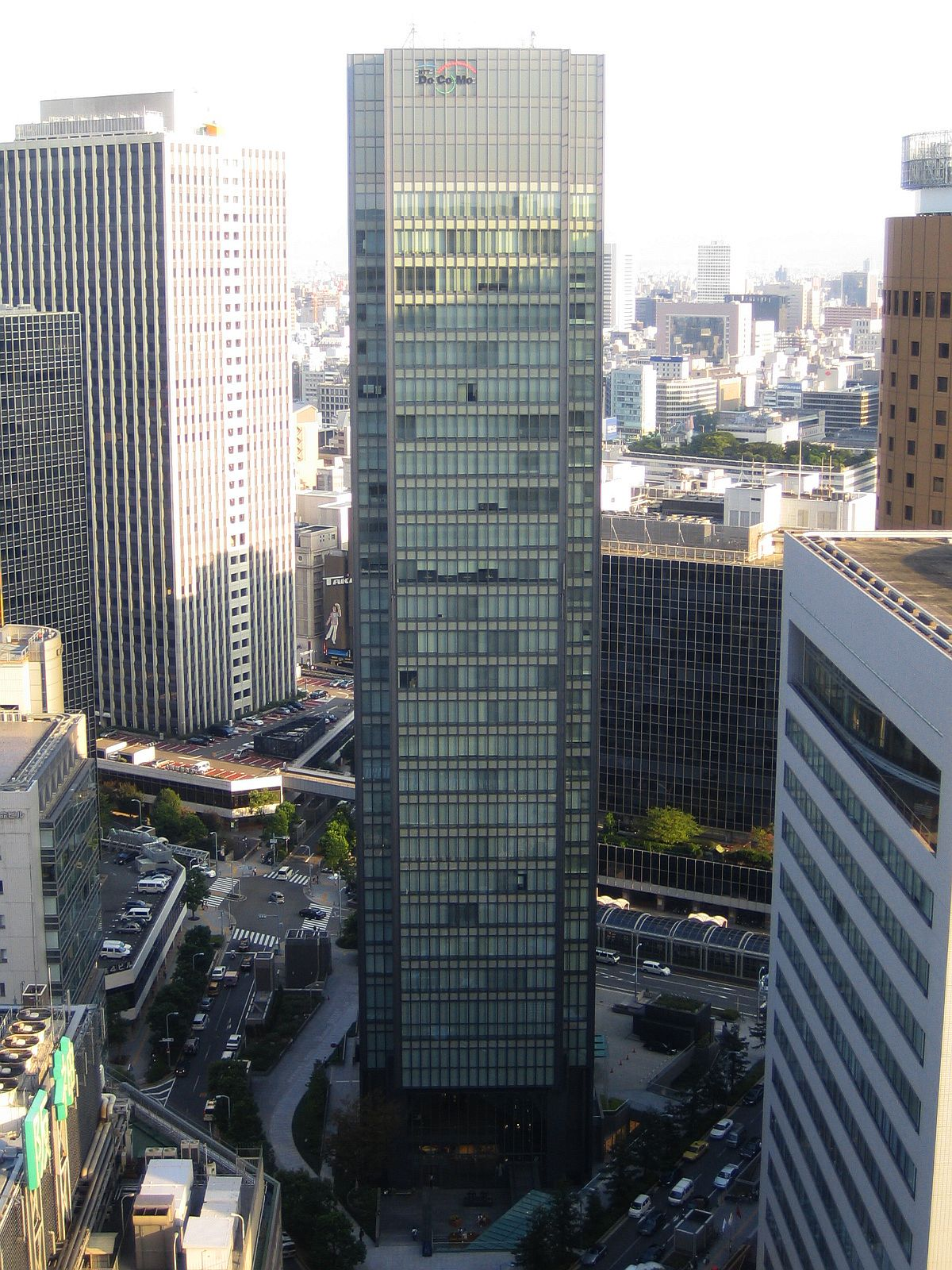
NTTドコモ関西支社 （梅田DTタワー）
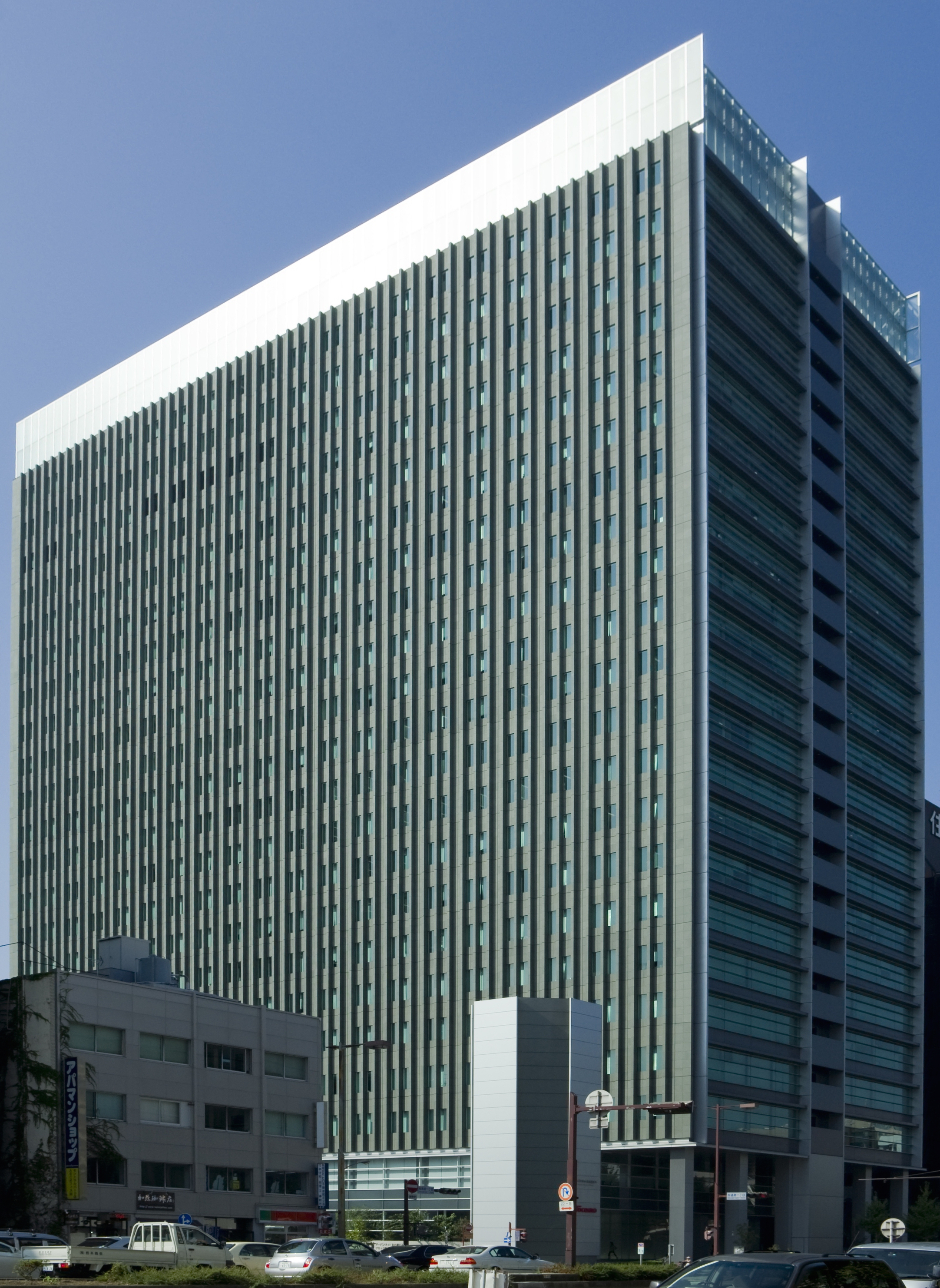
NTTドコモ東海支社 (アーバンネット名古屋ビル)
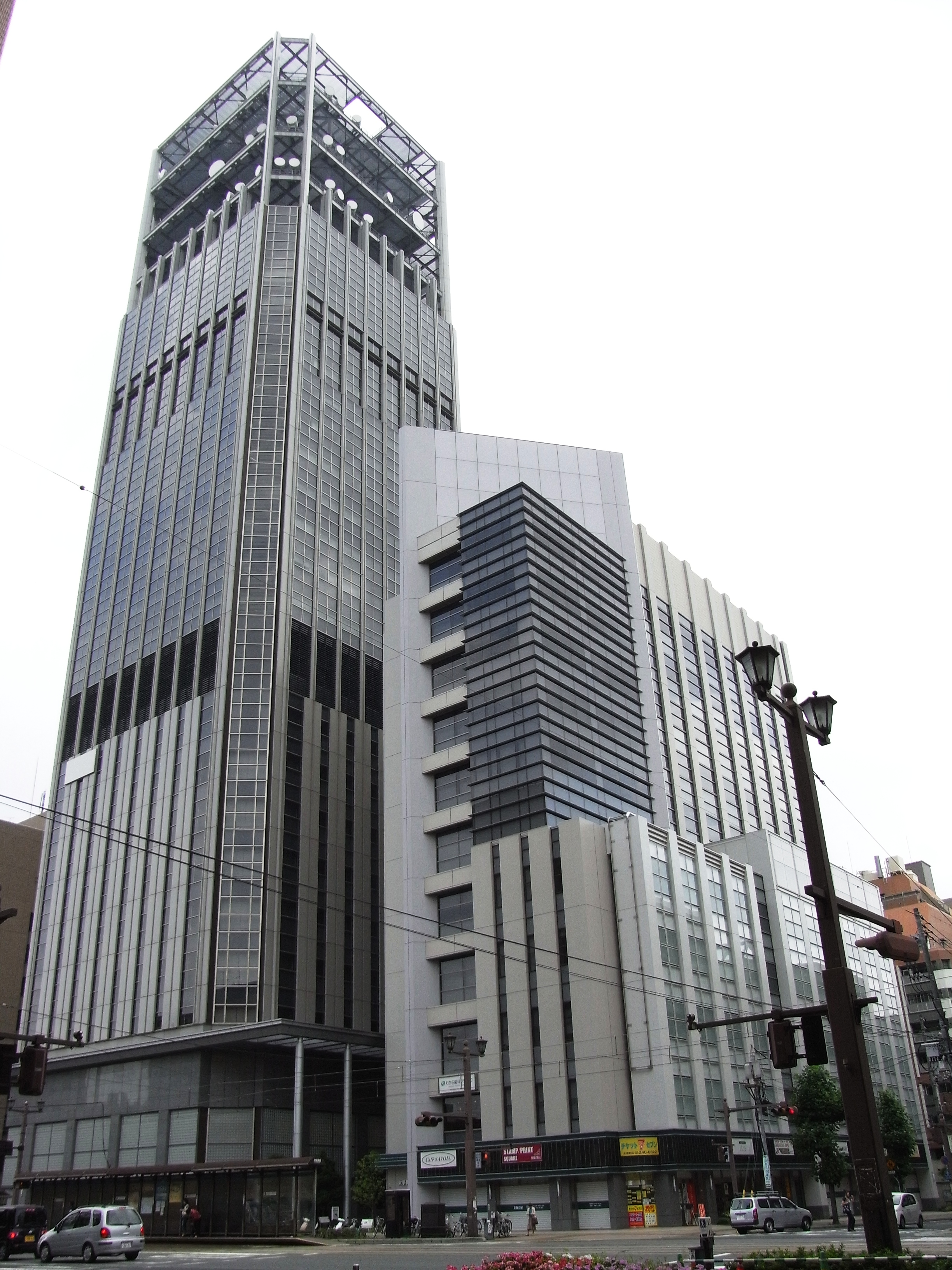
NTTドコモ中国支社 （NTTドコモ広島大手町ビル）
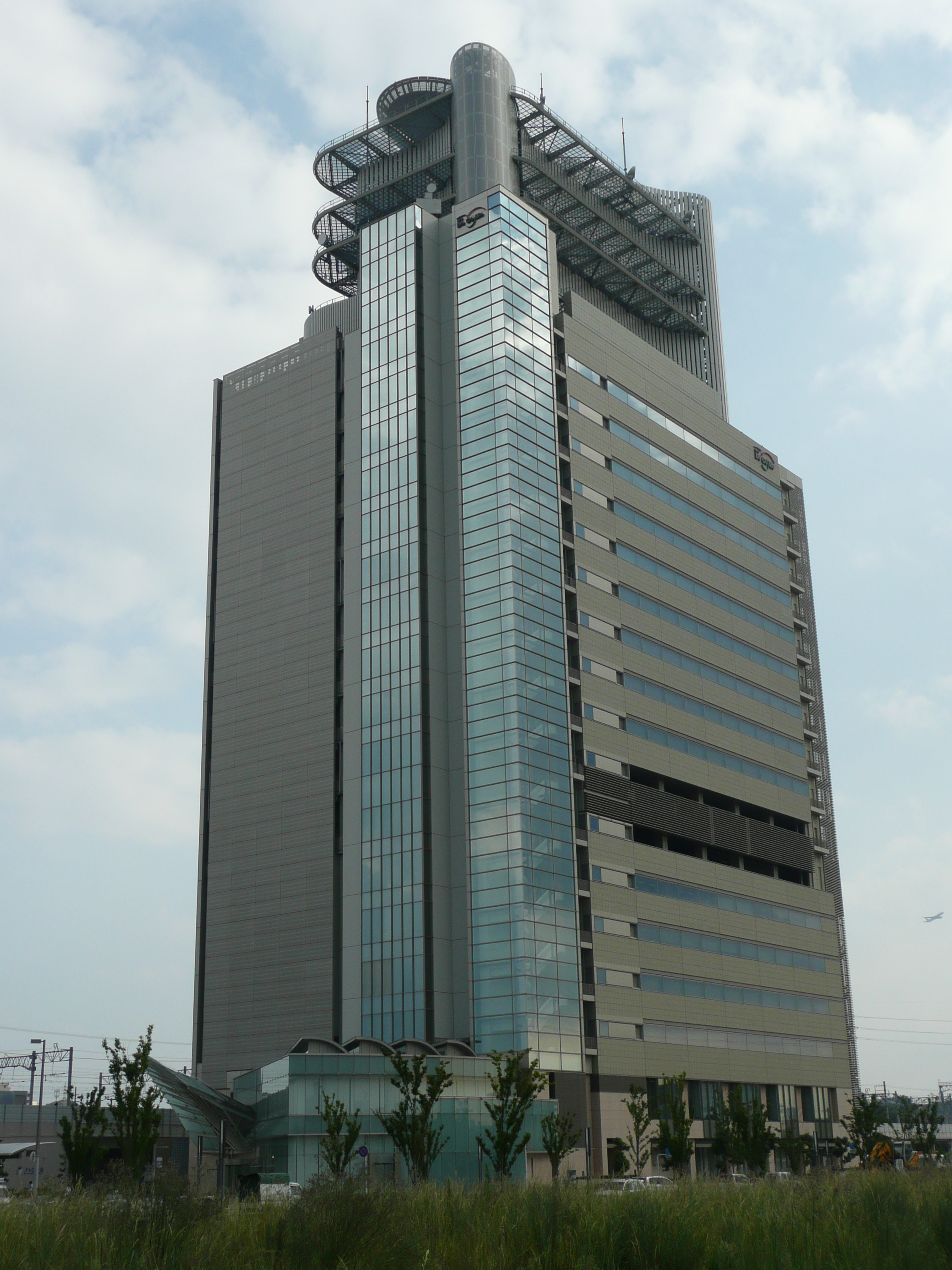
NTTドコモ九州支社 （NTTドコモ香椎ビル）
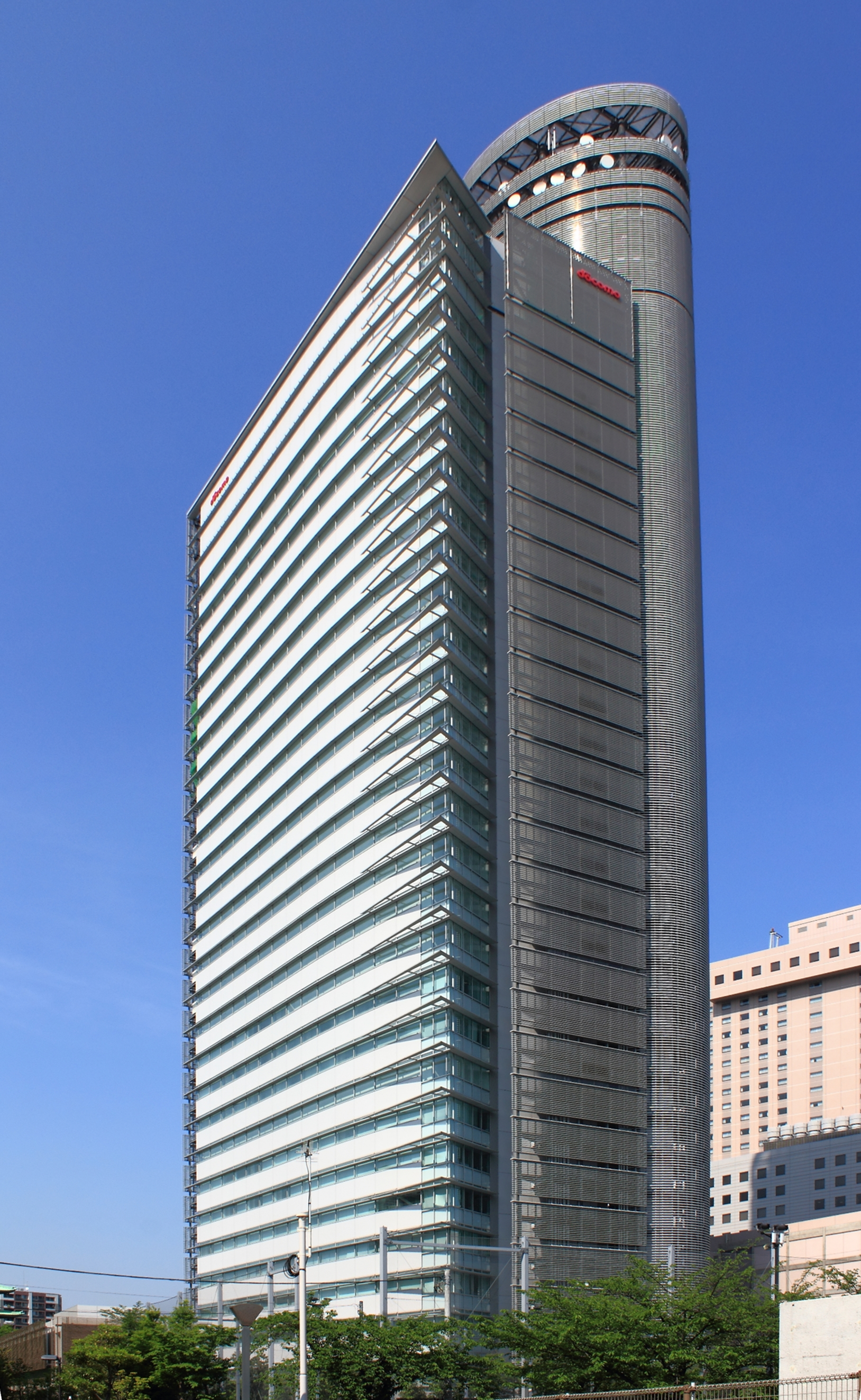
NTTドコモ墨田ビル
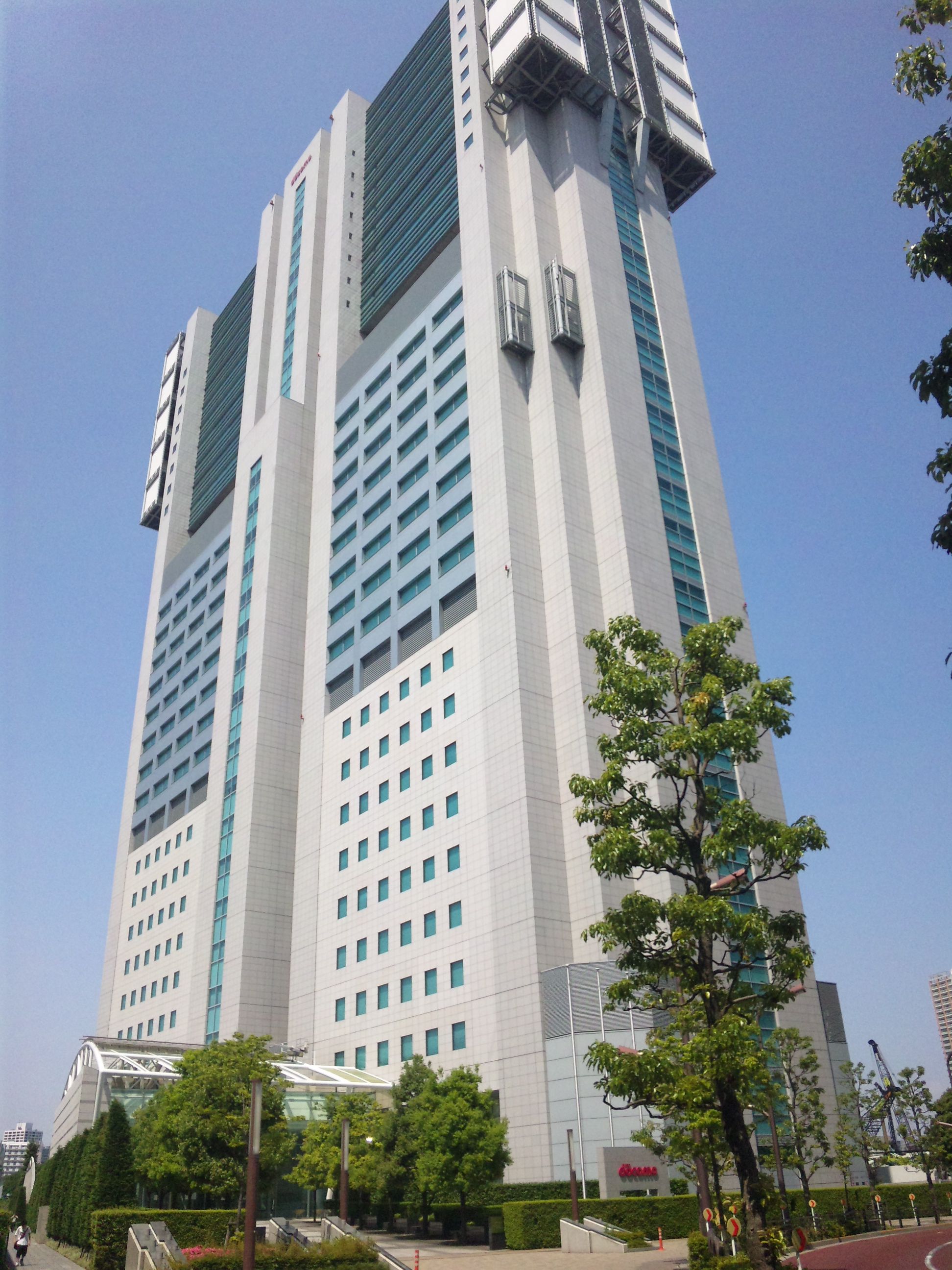
NTTドコモ品川ビル
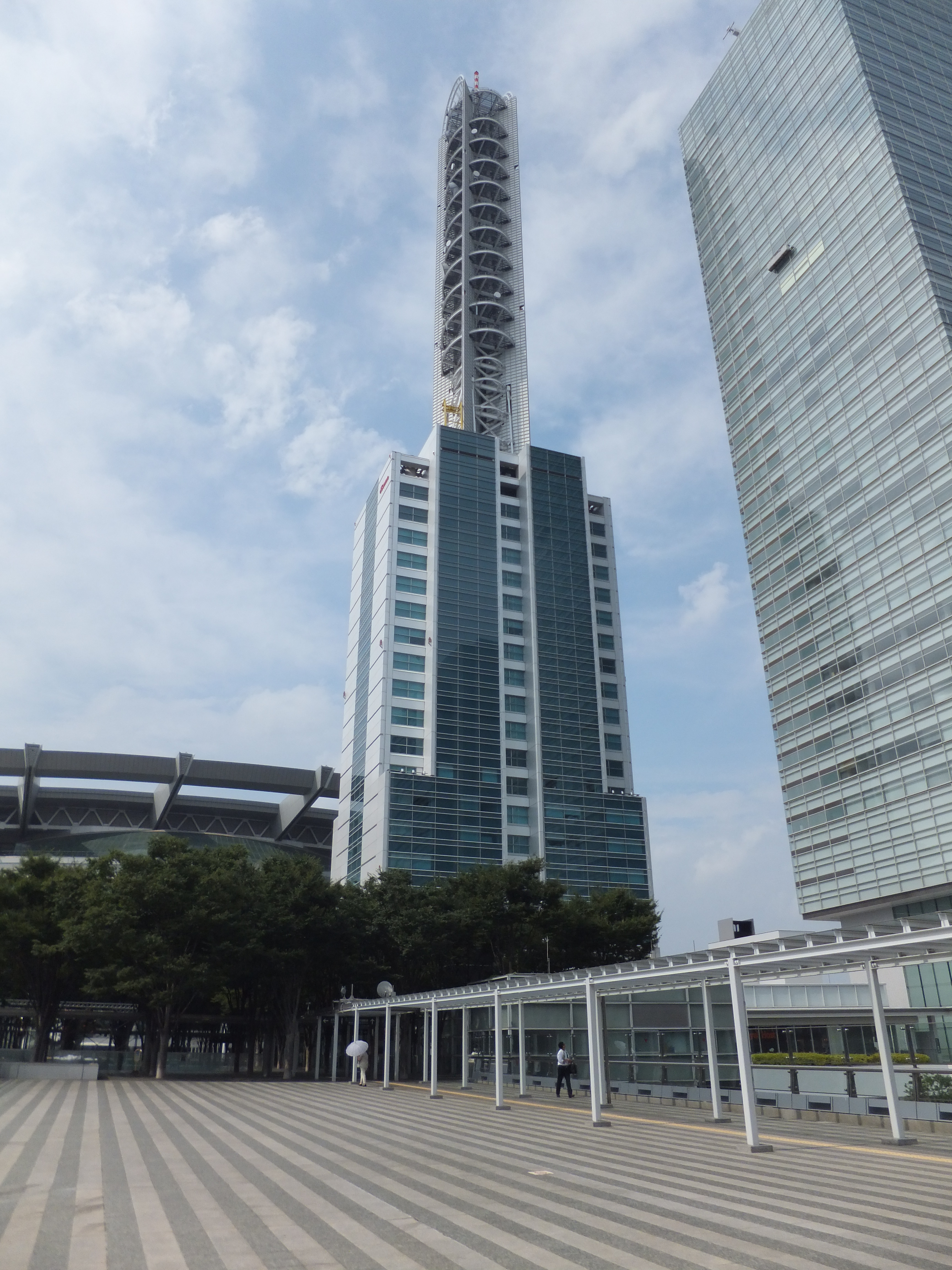
ドコモCS埼玉支店 （NTTドコモさいたまビル）
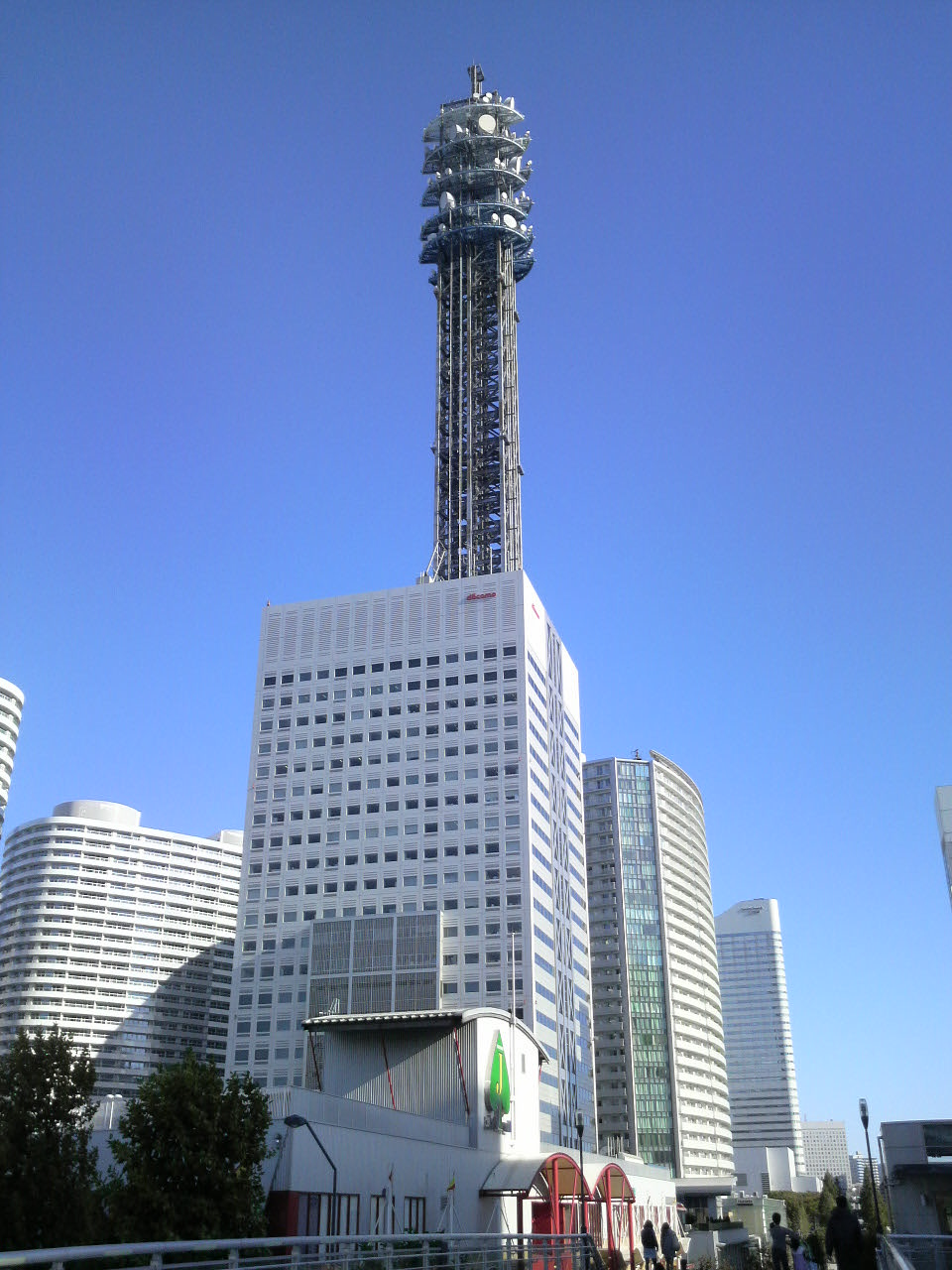
ドコモCS神奈川支店 （横浜メディアタワー）
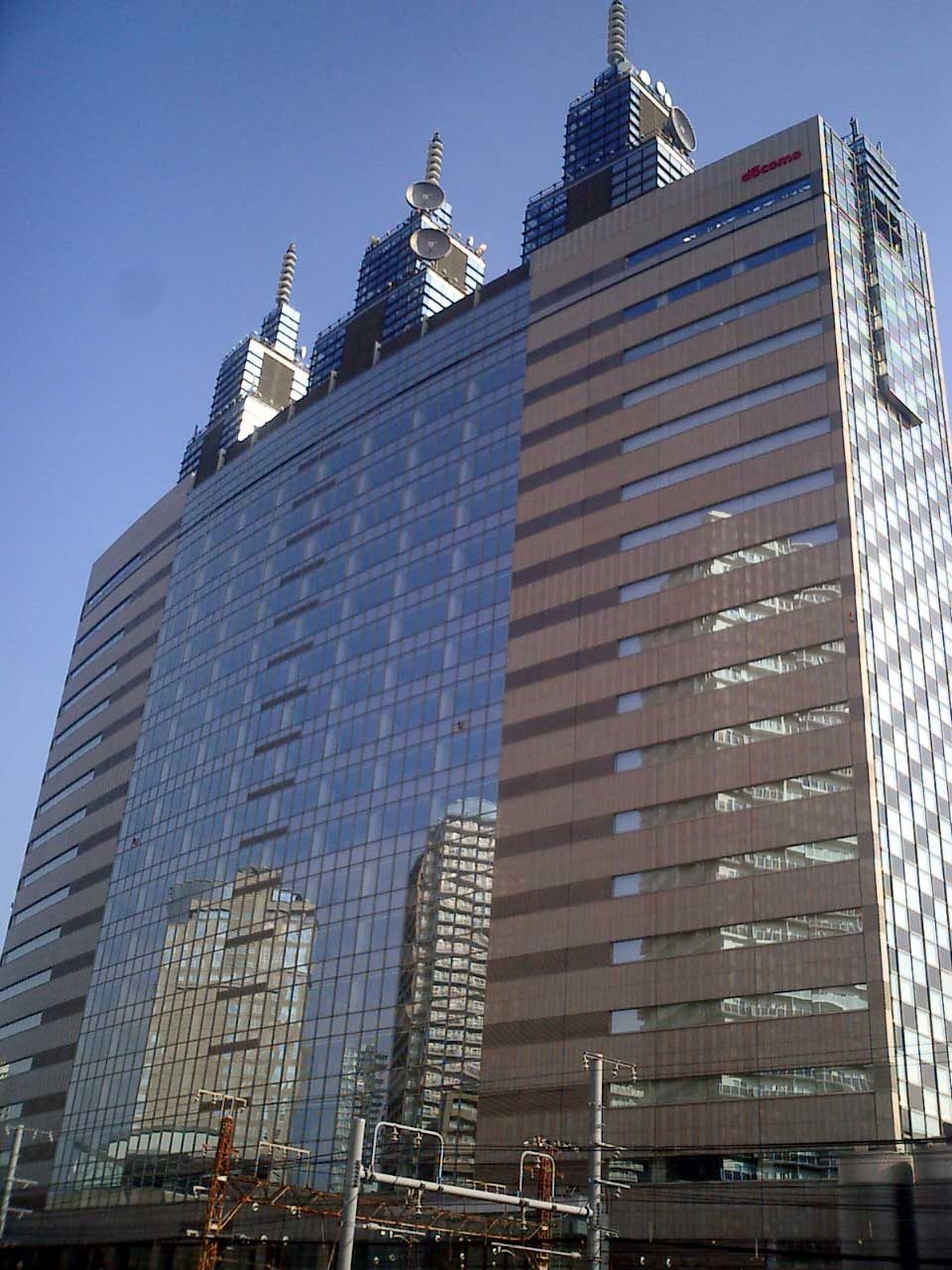
NTTドコモ川崎ビル
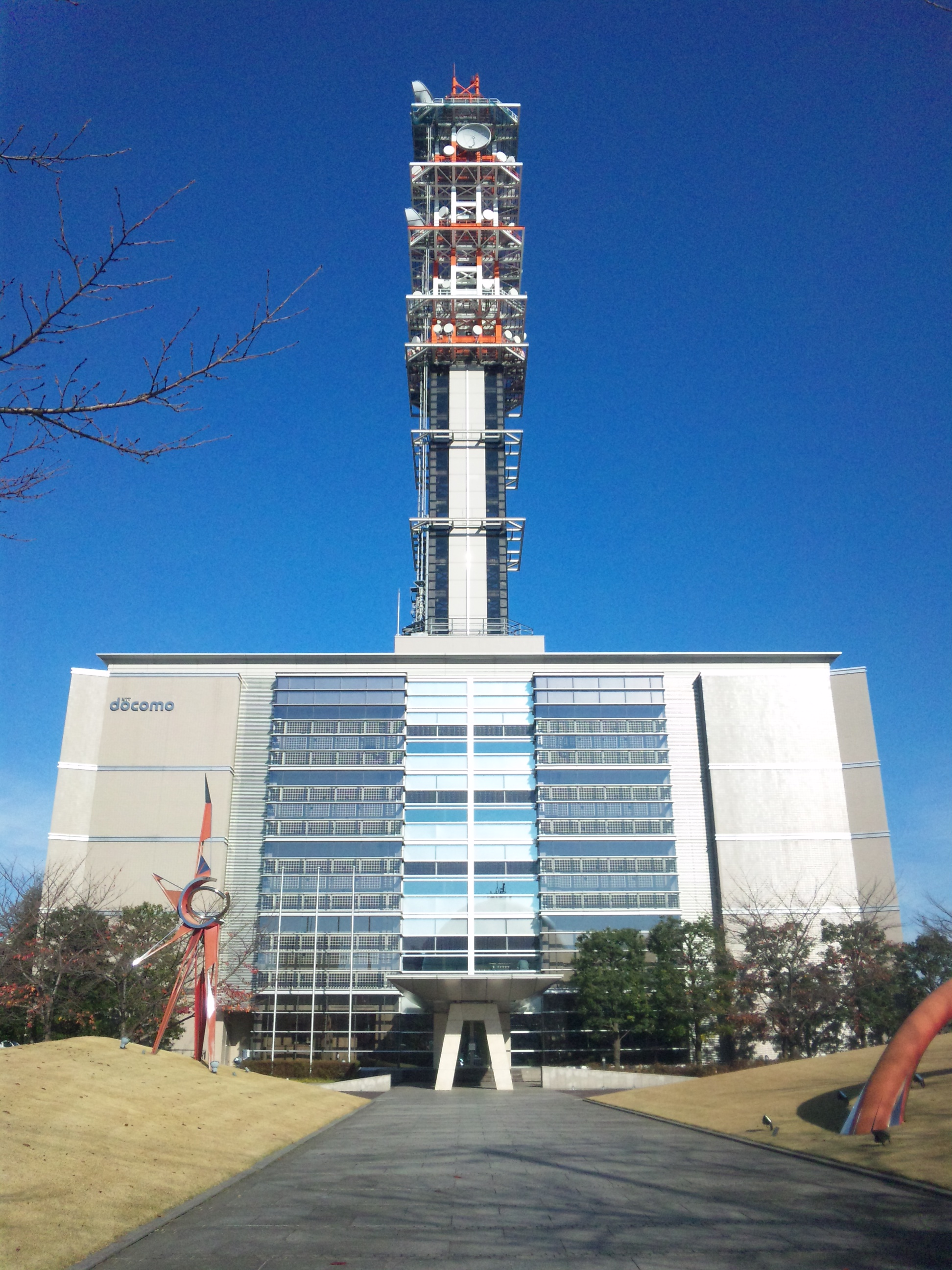
NTTドコモ立川ビル
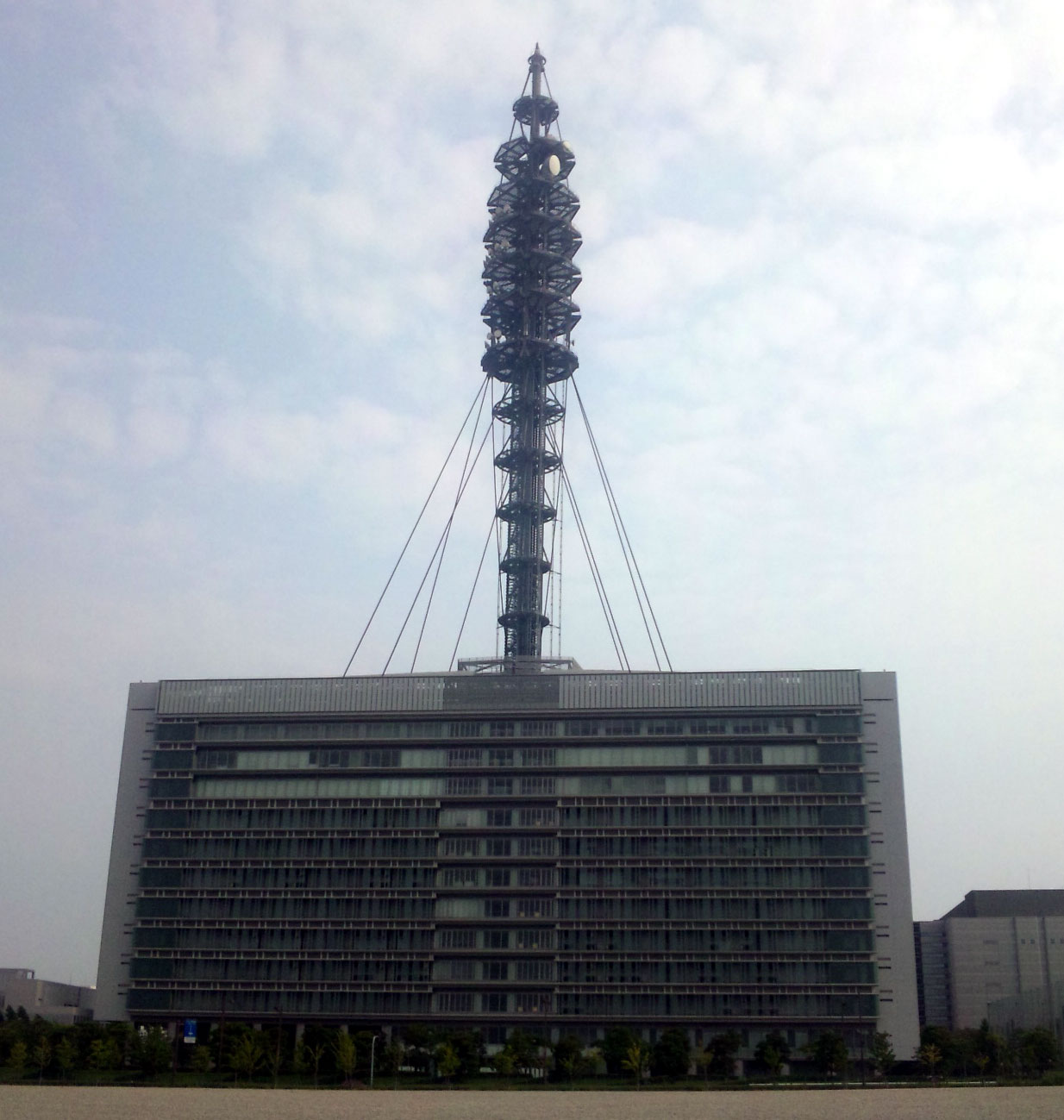
NTTドコモ大阪南港ビル
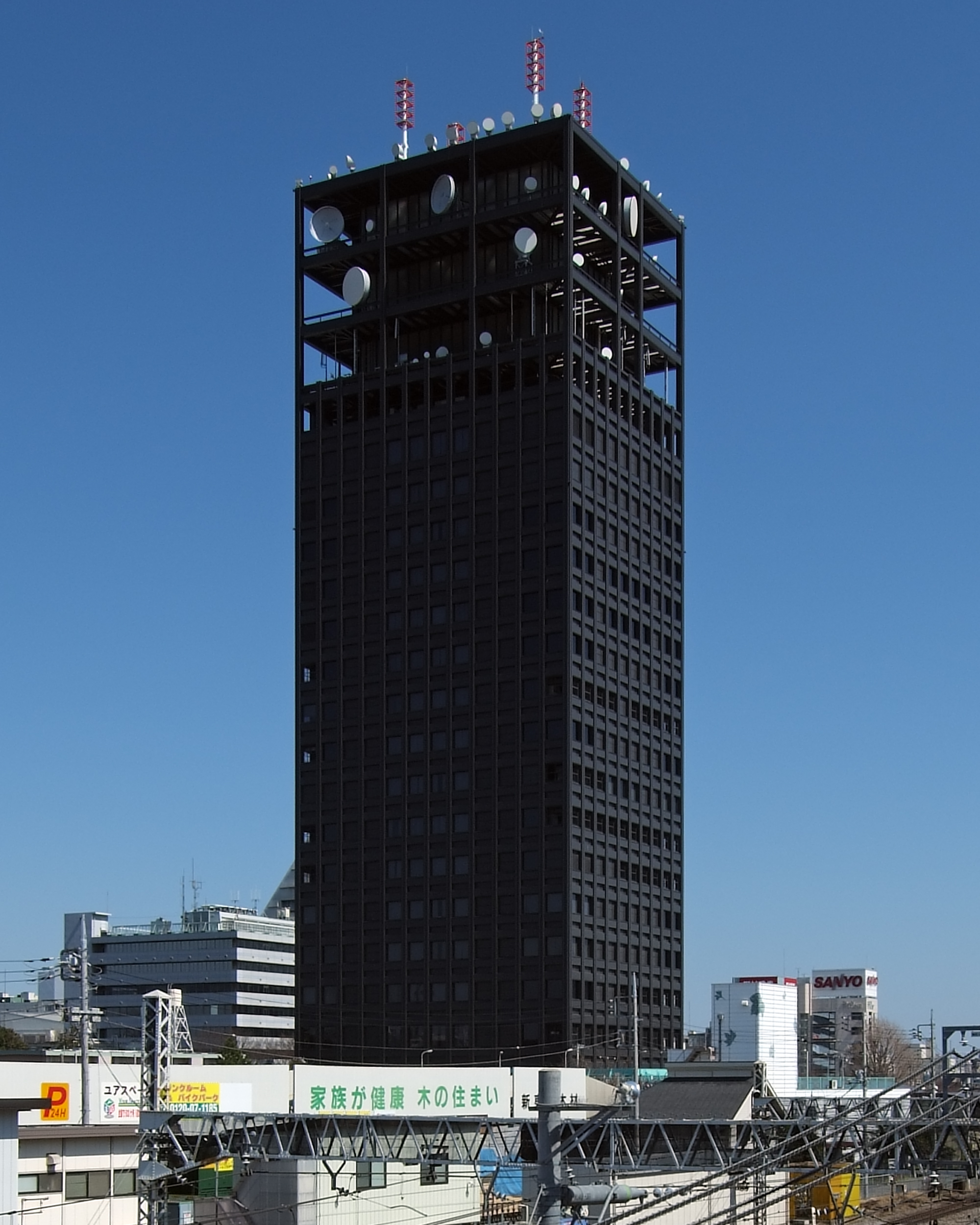
NTTドコモ中野ビル
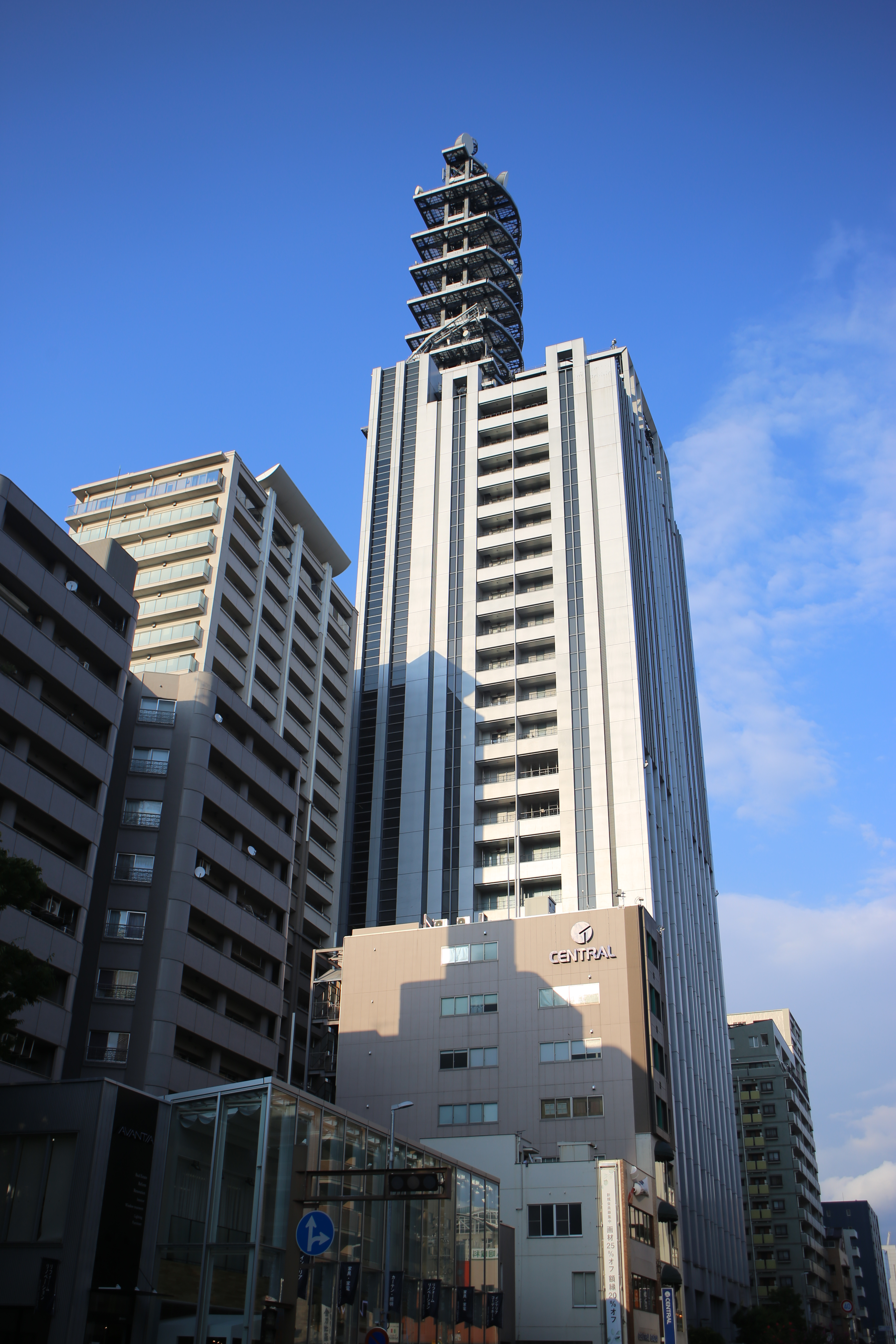
NTTドコモ名古屋ビル
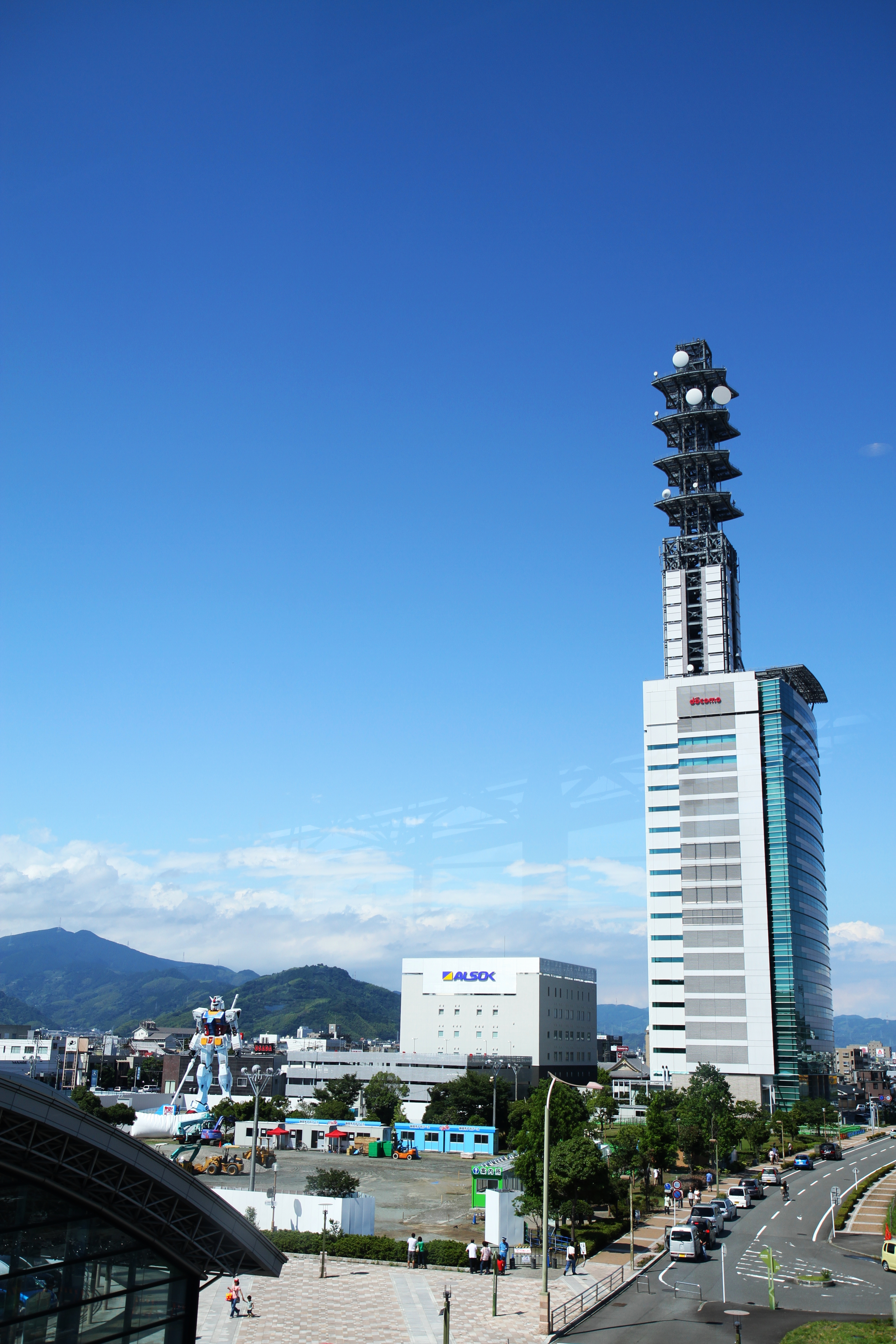
NTTドコモ静岡ビル
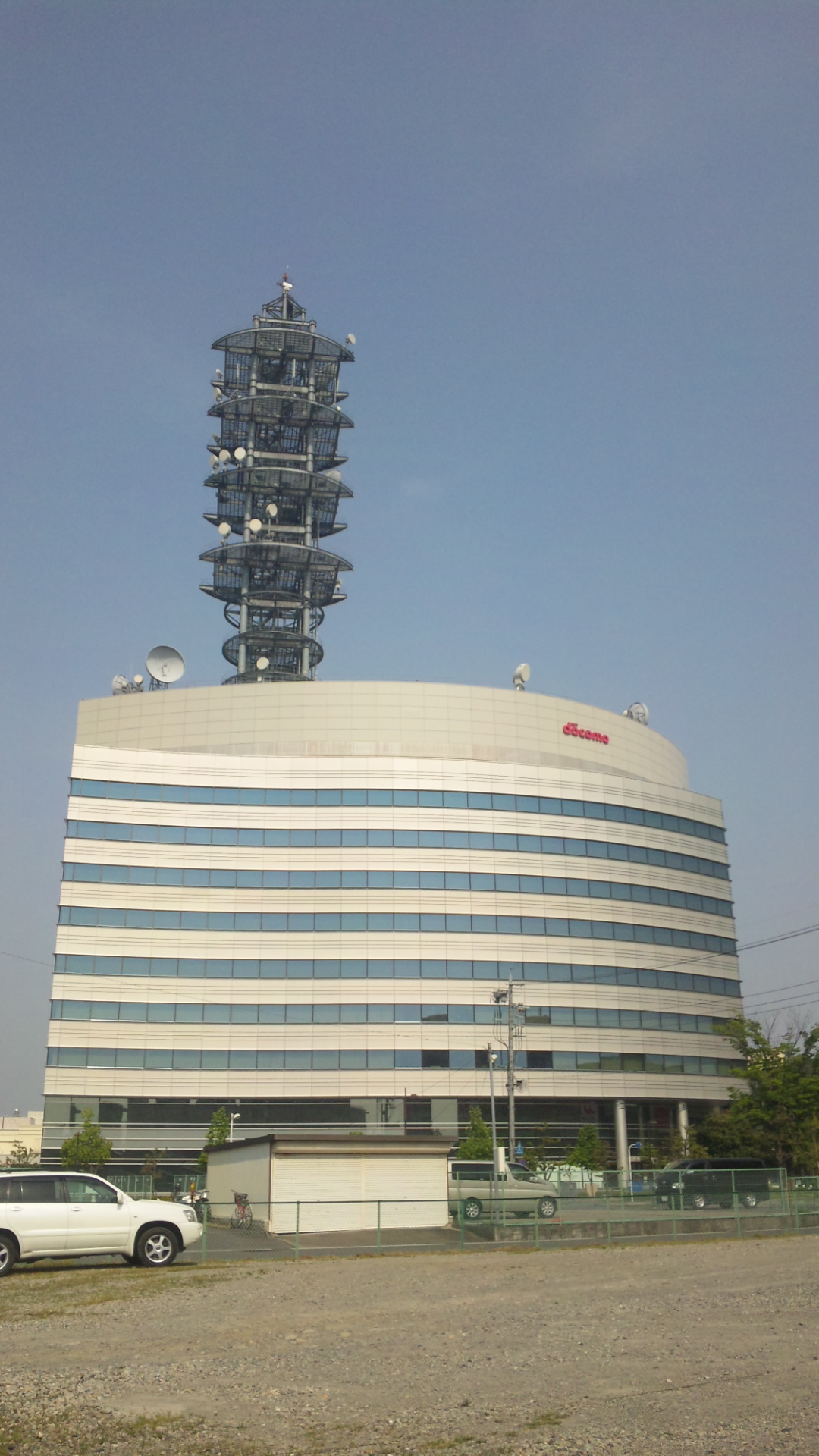
NTTドコモ岐阜ビル
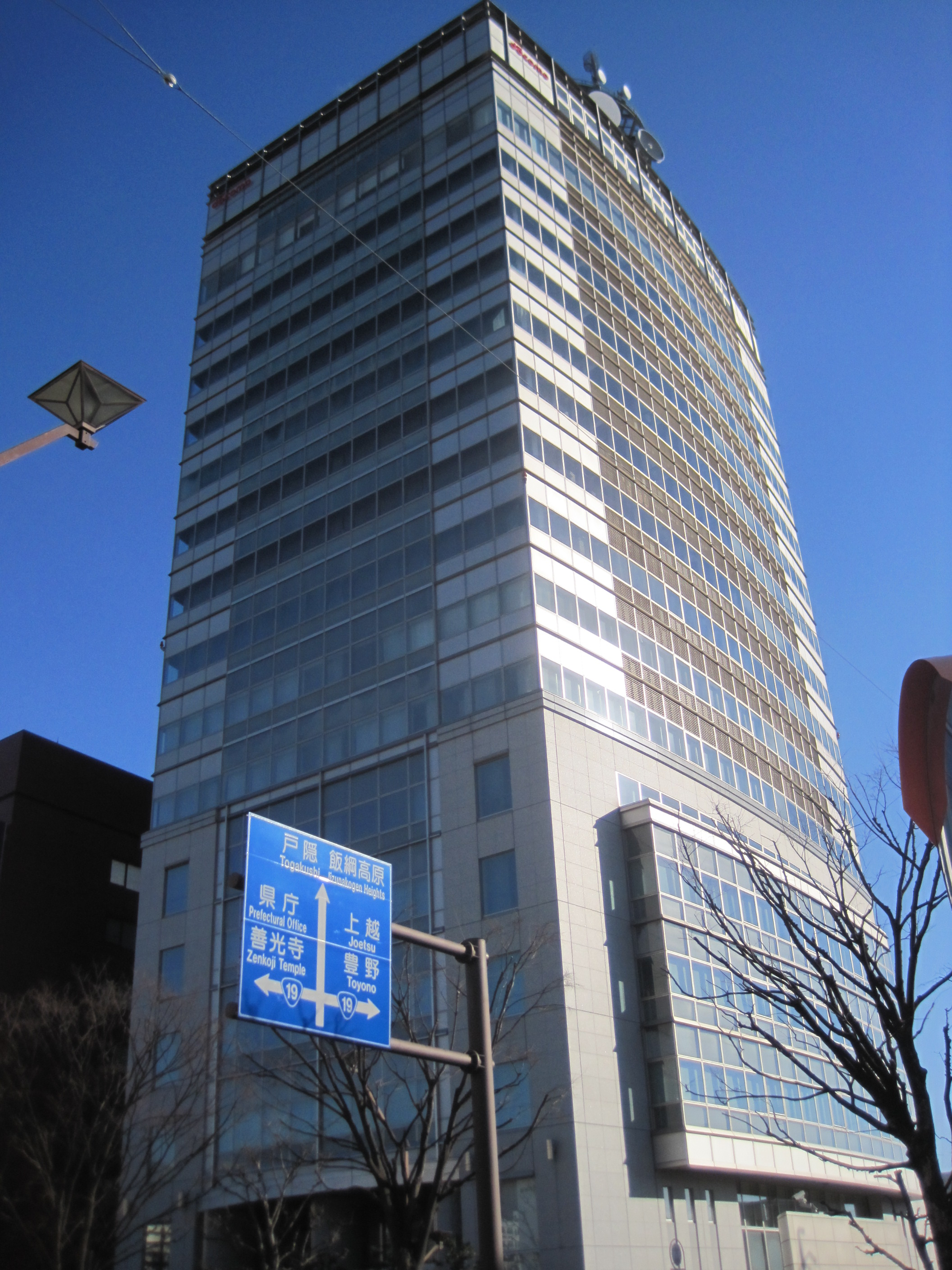
NTTドコモ長野ビル
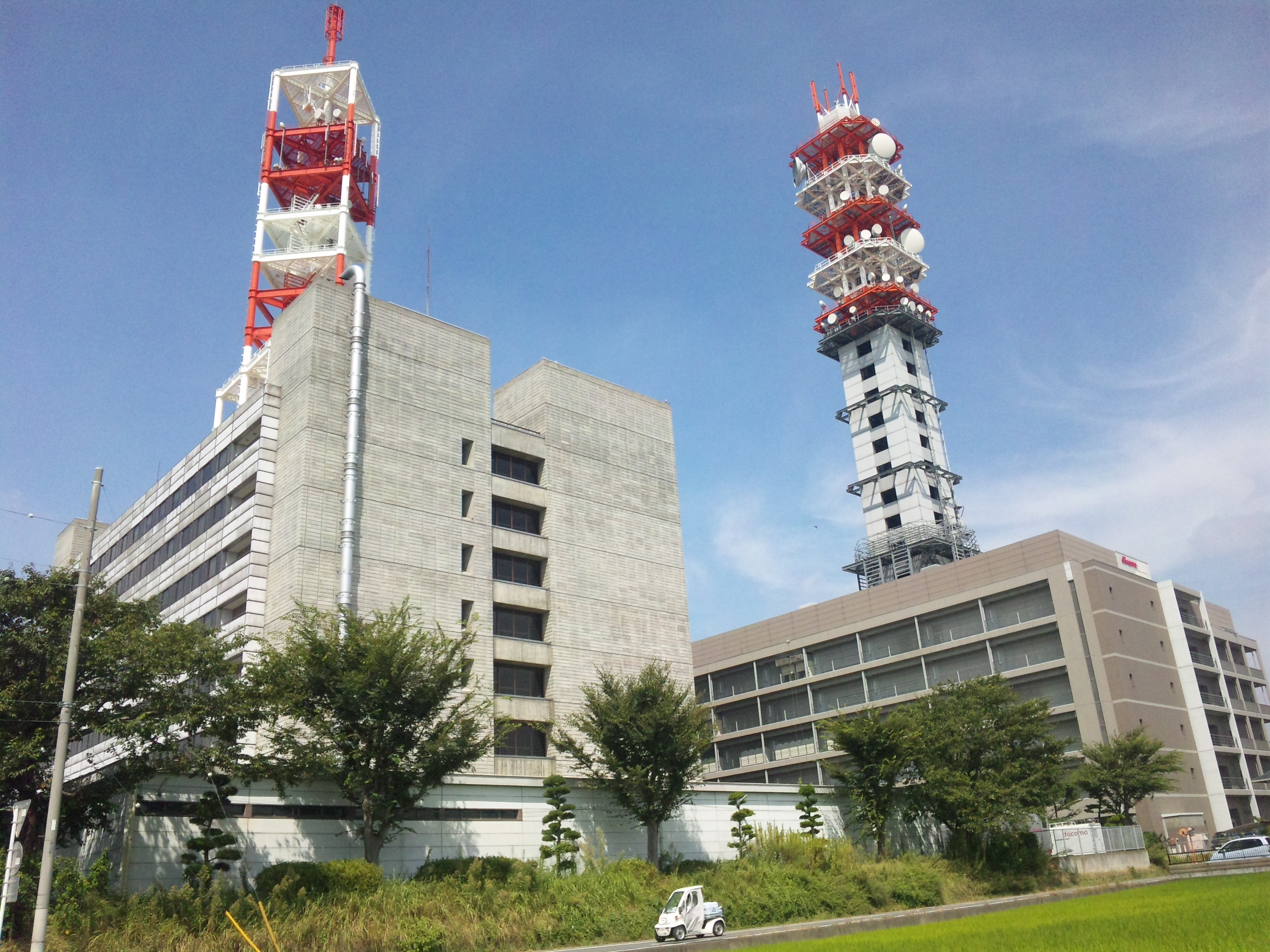
NTTドコモ群馬ビル
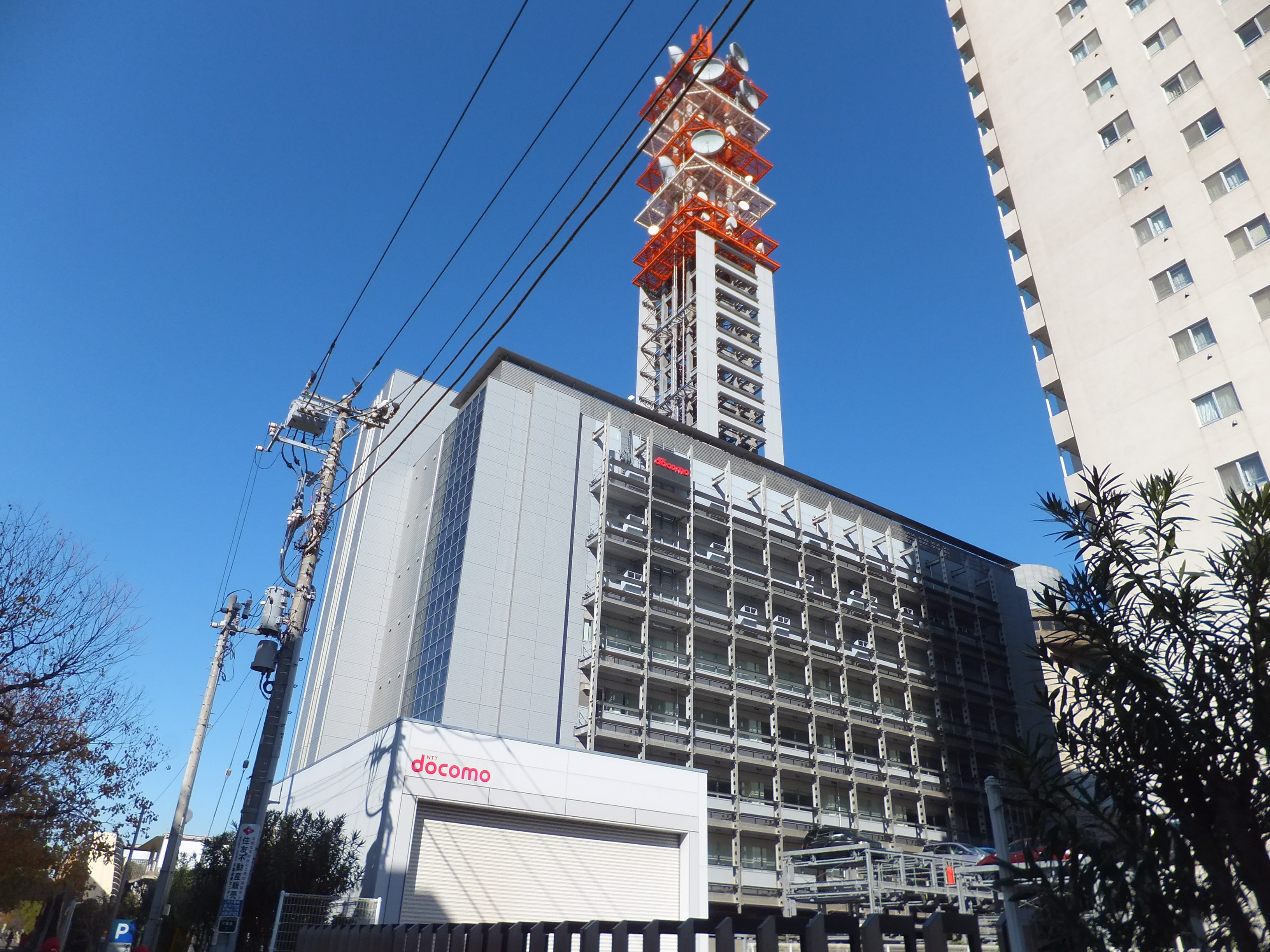
NTTドコモ千葉ビル

## 携帯電話端末と型番ルール
- ドコモ スマートフォン

## 納入メーカー

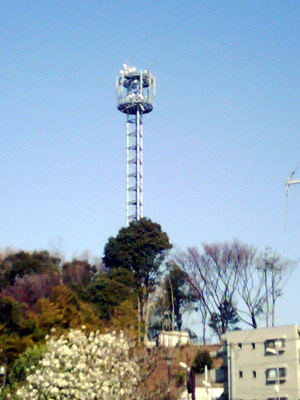
基地局「FOMA、mova共用」

### 自動車電話
- デンソー - デジタル・カーホン・EシリーズのE408。ムーバでハンズフリーが主流になるまで生産されていたが、在庫のみの販売。ムーバのみでFOMA対応機等は生産されなかった過去にはE403が発売されていた。

### 主な通信設備
基地局用無線装置
NEC、富士通、ノキア、エリクソン、三菱電機、東芝
交換機
NEC、富士通
伝送装置
NEC、富士通、三菱電機、沖電気工業、日立製作所
アンテナ、アンテナ周辺装置
日本電業工作、電気興業、日本無線、島田理化工業

## 研究施設

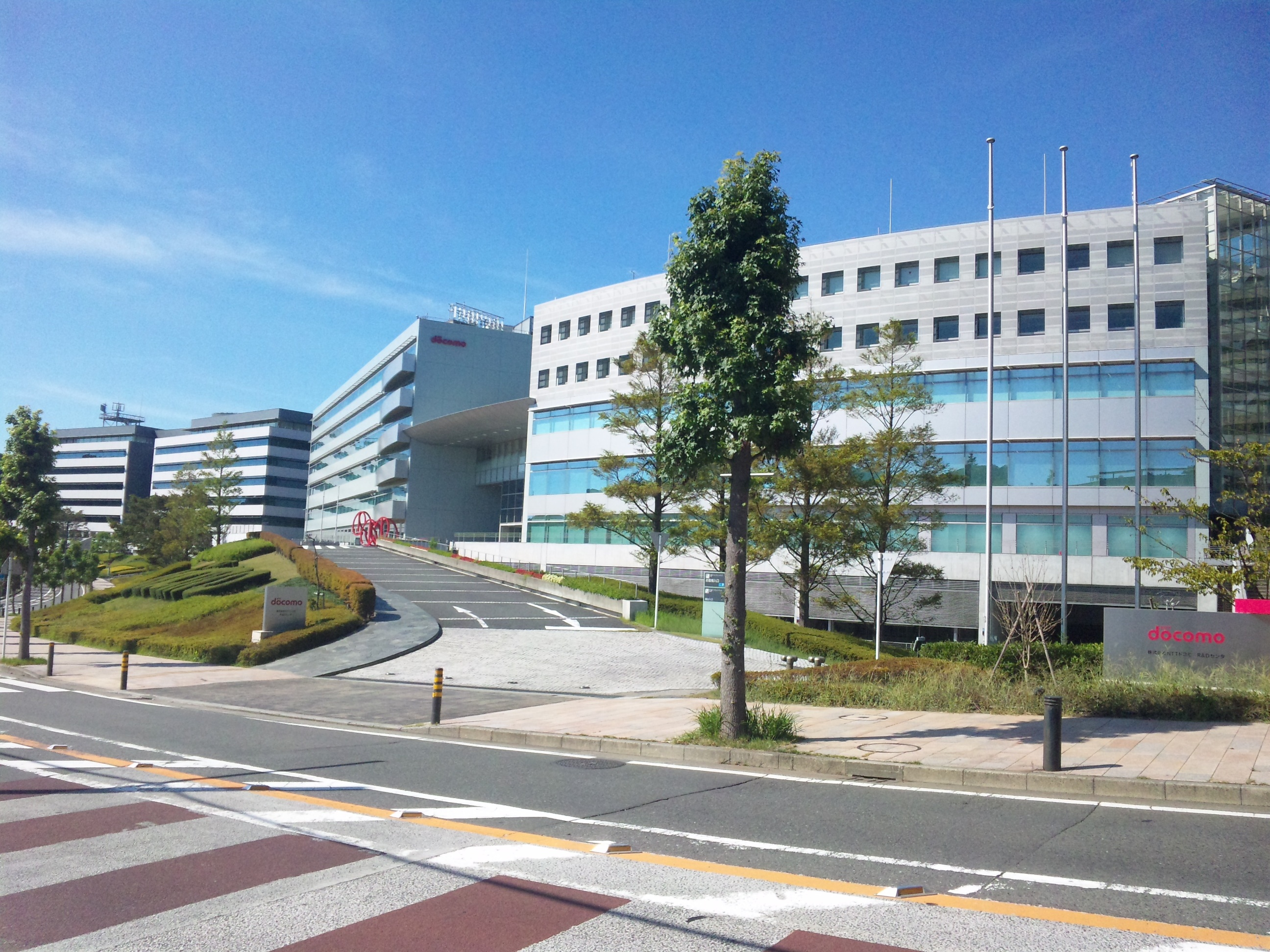
ドコモR&Dセンター（神奈川県横須賀市）

ドコモR&Dセンター
神奈川県横須賀市の横須賀リサーチパーク (YRP) 内に『ドコモR&Dセンター』と呼ばれる研究施設がある。周りにはNEC、富士通、エリクソン、ネットワンシステムズ、アルファシステムズといった企業も進出しており、共同研究も進めている。2015年以降、普及が進んでいる通信方式LTE-Advanced（4G）（NTTドコモではPREMIUM 4Gとのブランド名称を付している）、更に次世代の5Gの研究、携帯電話の新端末の開発、通信プラットフォームの開発といった、NTTドコモの日本における携帯電話等、移動通信システム開発の中心的な拠点となっている。
また同センターには展示ホール「WHARF」があり、NTTドコモの研究成果や今後開発予定のビジョンなどが展示されていて、見学が可能である。CEATEC JAPAN2009では「眼で操作するイヤホン」や国産間伐材を原料とした「TOUCH WOOD」などこの研究施設で開発された技術が発表された。
京急久里浜線「YRP野比駅」よりバスで10分。

## 販売店等

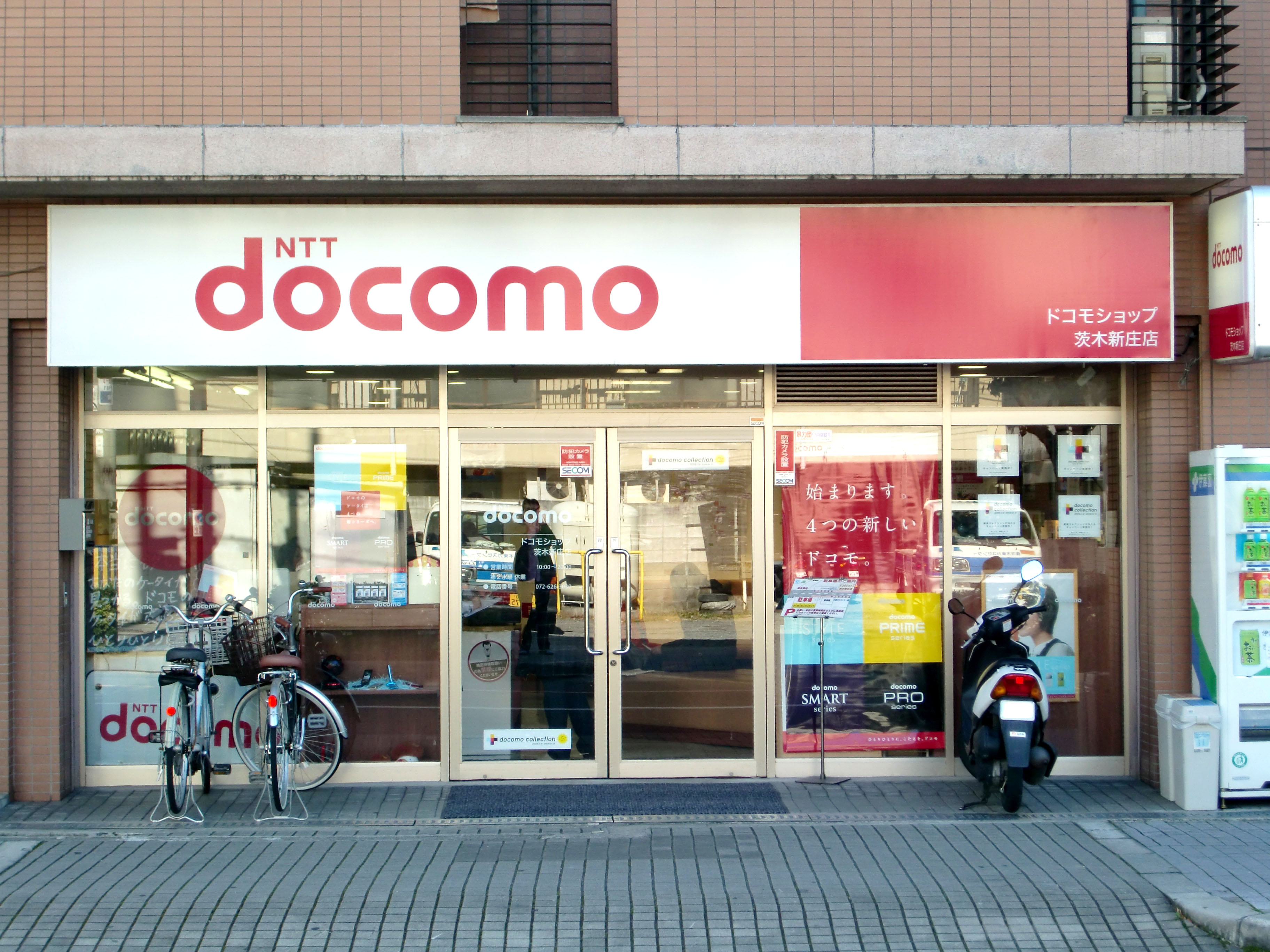
ドコモショップ（大阪府茨木市、茨木新庄店）

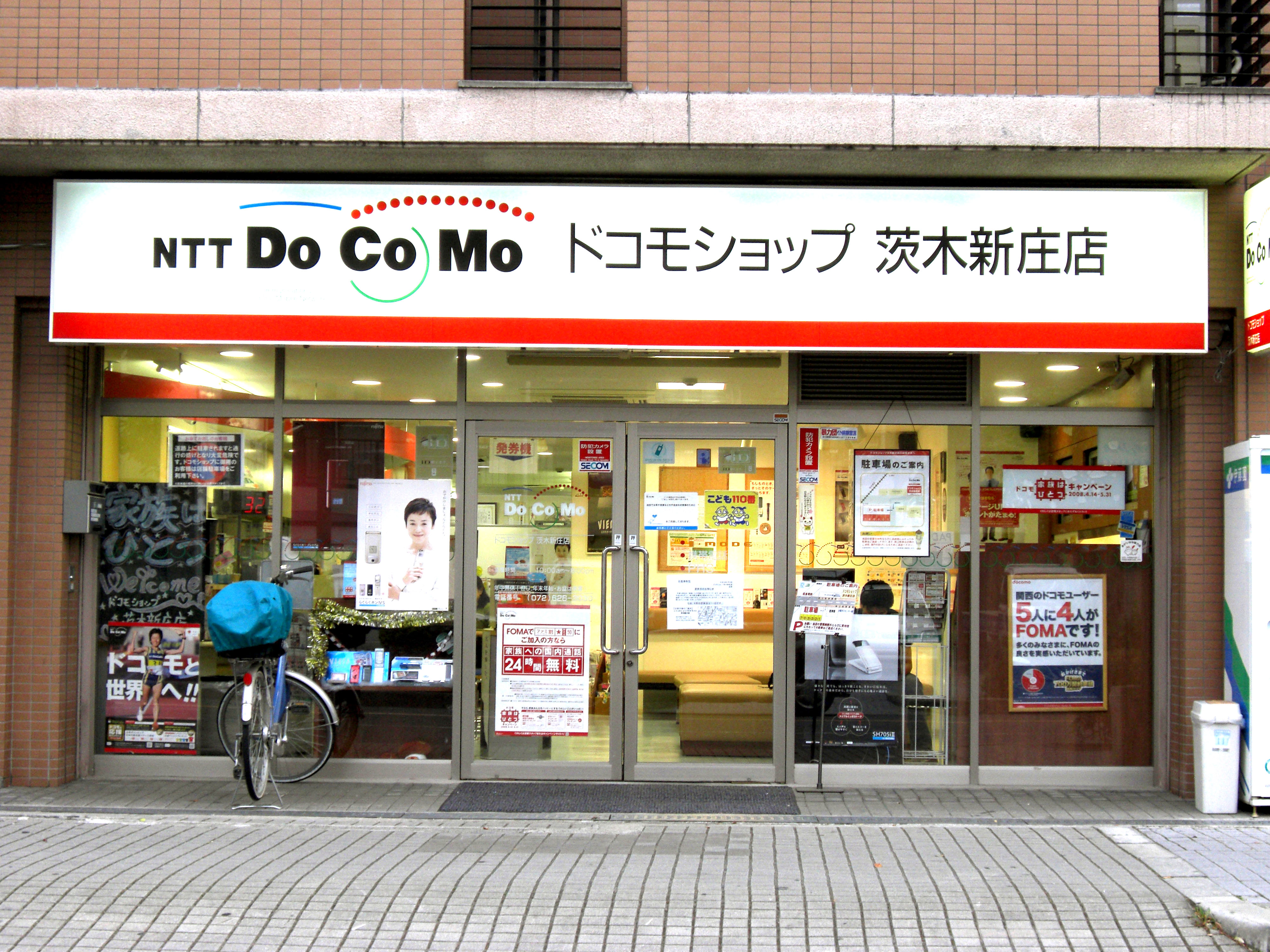
旧ブランドマーク時代のドコモショップ（茨木新庄店）

NTTドコモの製品やサービスを販売している店舗は、ドコモショップを中心として、全国で約2393店（2011年3月末）ある。その他に家電量販店や取次店などで販売されている。

### ドコモショップ
ドコモショップ概要
NTTドコモの携帯電話を専門に取扱う販売代理店。1992年10月18日に開店したドコモショップ八王子店が第一号店で、基本的に都市部では鉄道の駅周辺、地方では幹線道路沿いにロードサイド型店舗というポリシーで出店している。百貨店や総合スーパー (GMS)、ショッピングモールなどのテナントとして出店している形態もある。
格安プラン「ahamo」が2021年3月から導入され、それの手続きがすべてオンラインで行えること、また新型コロナウィルスの影響もあり、コロナ前よりも来店数が3割程度減っていることなどを理由に、今後その3割相当に当たる700店舗程度を2025年度までに削減させ、閉店対象となる店舗のスタッフは、オンライン契約者の対応に当たるとされる。
主な業務の内容は以下の通りである。
- 携帯電話端末の新規契約や契約変更、解約、利用中断等の事務手続き
- 付属品、オプション品の販売
- 料金プランの変更、割引サービスの付廃、留守番電話サービス、iモード・spモード等のネットワークサービスの付廃
- 携帯電話の料金プラン診断等のコンサルティングサービス
- 携帯電話の故障修理（一部取り扱わない店舗もある）
- NTTファイナンス請求料金（NTTドコモ、NTT東西・コム）等、NTT系列の利用料金の支払い

ドコモショップにはDOCOPY（ドコピー）と呼ばれる、携帯電話メモリーコピーツールが店頭に置いてあり、新機種へアドレス帳、写真、メールなどのデータの移行や、MNPなどで、メールアドレスが変更になった際などメールアドレス変更の一斉通知などができる。データのコピーは他社からドコモへの変更も可能である（一部対応しない機種もある）。
法人営業担当
近年は販路拡大のため、ドコモショップでも法人営業担当ができており、企業を訪問してコンサルティング等も行っている。そのようなドコモショップでは、法人に特化した「衛星携帯電話（ワイドスター）」や、「BlackBerry 8707h」、「ビジネスmopera」、PASSAGE DUPLE、サーバ系商品といった商品の取り扱いや故障修理などを行っている。
ドコモスマホ教室/ケータイ電話教室
ドコモショップでは随時無料のケータイ電話教室を実施している。内容としては、携帯電話初心者に対するらくらくホンを使った、携帯電話の操作、通常の携帯電話の基本的な操作、iモードの便利な利用方法といったものである。近年では、スマートフォンの普及に伴い、名称を「ドコモスマホ教室」に変更の上、スマートフォンに特化した内容で実施している。

### 代理店制度
大半の店舗が、NTTドコモと代理店契約した会社が運営している。主な代理店には、コネクシオ（伊藤忠商事グループ）、ティーガイア（三井物産・住友商事・三菱商事が出資）、MXモバイリング（丸紅グループ）、兼松コミュニケーションズやTDモバイル（旧・豊通シスコム。豊田通商・デンソー子会社）といった商社系、携帯電話メーカー系、その他に、自動車修理工場や本田技研工業、日産自動車といった自動車メーカー系の代理店がある（自動車電話を据え付ける作業を修理工場や自動車ディーラーで行っていた名残）。メーカー系の代理店は、NTTドコモへ携帯電話を納入するメーカーの相次ぐ事業撤退により、富士通以外ほとんどが買収合併により現存しない。
地方には、地元の電器屋、自動車修理工場といった、地域に根づいた代理店もある。代理店には、1次代理店、2次代理店、3次代理店、取次店などとあるが、ドコモショップは、基本的に1次代理店か2次代理店が行っている。ヨドバシカメラ、ビックカメラといった家電量販店は、2次代理店であることが多い。エディオン（旧エイデン）やノジマのように、1次代理店業務を行っている子会社を持ち、ドコモと直接契約している量販店も存在する。
かつては直営店舗や支店窓口も存在したが、現在は機能分担子会社であるドコモCS及び各地域ごとのドコモCS地域会社に移管・集約されている。

### 小規模販売店
以前は、ドコモショップより小型の販売店が存在した。業務自体は基本的にドコモショップと変わらないが、店舗によって受けられるサービスに一部制限（故障端末を受け付けない、携帯電話利用料金の収納業務を行わない等）があった。小規模の駅周辺、ドコモショップと競合しない区域、人口がさほど多くない地域、商業施設にテナントとして入居等、基準は各地区毎に異なる。ドコモショップと同様に、NTTドコモと契約した運営会社が運営しており、地域毎に呼び名が異なる。2008年7月のNTTドコモグループ8社統合とブランド変更を機に、2008年度末までに小規模販売店を全てドコモショップへ移行している。統合時には北海道地区、東北地区、北陸地区の全店でドコモショップへの移行が行われた。また、ロゴデザインの変更による店舗デザインのリニューアルが2008年夏より順次各店舗で行われた。また、電話機販売業務のみを行う取扱店が全国各地にある。NTTドコモの看板を掲げるなど、一見ドコモショップと変わらない外観の店舗も存在するが、一部を除き電話料金の収納や故障修理受付、解約業務等は行わない。
- 各店舗の名称（全国1社化直前での時点）
  - 北海道地区 - ドコモショップサテライト
  - 東北地区 - ドコモランド
  - 関東・甲信越地区 - ドコモスポット
  - 東海地区 - ドコモサイト[注釈 11]・ドコモモール[注釈 12]
  - 北陸地区 - ドコモショップサテライト
  - 関西地区 - ドコモショップサテライト
  - 中国地区 - ドコモピット
  - 四国地区 - ドコモショップミニ
  - 九州地区 - ドコモスポット

## 基幹システム
主な基幹システムとして、経営管理システム「DREAMS」、顧客管理システム「ALADIN」、料金システム「MoBills」の3つがある。これらは全てオラクルのデータベースを採用している。

## オプション製品
以下のオプション製品は、ドコモショップへ持参する事でリサイクル処分することが出来る。
- 携帯電話端末付属製品
  - 電池パック（各携帯電話端末によって異なる）
  - リアカバー（各携帯電話端末によって異なる）
  - FOMA ACアダプタ 01/02（富士通・パナソニック モバイルコミュニケーションズ製）…02のみ海外利用対応
  - ACアダプタ 03（パナソニック モバイルコミュニケーションズ製）
  - ACアダプタ 04（富士通・パナソニック モバイルコミュニケーションズ製）…1.8A入力に対応したスマートフォンに対応した高出力型。03とは異なり、トランス部分とUSBケーブルの分離はできない。
  - ACアダプタ 05（富士通→富士通コネクテッドテクノロジーズ製）…高電圧充電（Quick Charge 2.0）に対応。
  - ポータブルACアダプタ 01 kuruko（ホシデン製）…充電方式は05相当だが、ケーブル部分を巻き取れるようにしたもの。グレー、ブルー、レッドの3色が用意されている。
  - ACアダプタ 06（ホシデン製）…ACアダプタ 05のコネクタ部分を、micro USBからUSB Type-Cコネクタに変更したもの。
  - FOMA 充電microUSB変換アダプタN01/T01/SC01/L01/SH01（それぞれ、NECカシオ→NECモバイル、東芝→富士通東芝→富士通M、サムスン、LG、シャープ製）…「FOMA ACアダプタ 01/02」を用いて本体を充電する際に使用するアダプタ。基本は製造元各メーカー専用だが、T01については、富士通東芝よりT-01Cが発売されて以降は、富士通製端末（FシリーズおよびT-01D、T-02D）に附属されているケースもある。
  - micro USB変換アダプタ B to C 01（ホシデン製）…micro USBコネクタをUSB Type-Cコネクタに変換するアダプタ。
  - FOMA 乾電池アダプタ 01（単3電池4本充電。アルカリ乾電池、ニッケル水素電池、ニカド電池対応 三洋電機製）
  - FOMA 補助充電アダプタ 01/03（リチウムイオン電池を内蔵した繰り返し型充電アダプタ 三洋電機製）
  - FOMA 補助充電アダプタ 02（USBケーブルの接続により、microUSBコネクタ接続のスマートフォンの充電にも対応したリチウムイオン電池を内蔵した繰り返し型充電アダプタ 三洋電機製）
  - ポケットチャージャー 01/02/03（スマートフォン向けに出力と容量をアップした、リチウムイオン電池を内蔵した繰り返し型充電アダプタ 三洋電機製）…02/03はQiでの充電に対応。
  - ワイヤレスチャージャー 01/02/03（三洋電機製）…おくだけ充電（Qi）対応端末共通のコイル入り充電台。端末附属のワイヤレスチャージャーは端末と同じ製造元（NECカシオ製端末用であれば、「ワイヤレスチャージャー N01」のようになる）となるが、試供品扱いとなり、非売品となるため、オプションとして別途設定されている。
  - 卓上ホルダ（各携帯電話端末によって異なる HTシリーズは無し）
  - キャリングケース L01・S01（ソニー・エリクソン・モバイルコミュニケーションズ製 各携帯電話端末によって異なる）
  - キャリングケース 02（パナソニック モバイルコミュニケーションズ製 各携帯電話端末によって異なる）
  - 平型ステレオイヤホンセット P01（パナソニック モバイルコミュニケーションズ製）
  - 平型スイッチ付イヤホンセット P02（パナソニック モバイルコミュニケーションズ製）
  - ステレオイヤホンマイク 01（パナソニック モバイルコミュニケーションズ製）
  - ステレオイヤホンマイク 02（パナソニック モバイルコミュニケーションズ製）
  - イヤホンマイク 01（パナソニック モバイルコミュニケーションズ製）
  - イヤホン変換アダプタ 01（パナソニック モバイルコミュニケーションズ製）
  - 外部接続用イヤホン変換アダプタ 01（富士通製）
  - FOMA 充電機能付USB接続ケーブル 01（ミツミ電機製）
  - FOMA 充電機能付USB接続ケーブル 02（ミツミ電機製）
  - BluetoothワイヤレスステレオイヤホンセットP01/P02（パナソニック製）
  - BluetoothワイヤレスイヤホンセットP03（パナソニック製）
  - 骨伝導レシーバマイク 01 サウンドリーフ（NECトーキン製）
  - 骨伝導レシーバマイク 02 サウンドリーフプラス（NECトーキン製）
  - BluetoothヘッドセットF01（富士通製 通話専用）
    - BluetoothヘッドセットACアダプターF01（富士通製）
- 車載オプション
  - 車載ハンズフリーキット01
  - FOMA車載ハンズフリー接続ケーブル 01
  - mova車載ハンズフリー接続ケーブル 01
  - 車内ホルダ 01
  - 車載用FOMA接続アダプタ01
  - 車載用FOMA接続アダプタ電源ケーブル（シガーライター用）01
  - FOMA DCアダプター 01（日本電気製）
  - FOMA DCアダプター 02（パナソニック モバイルコミュニケーションズ製）
  - DCアダプタ 03（PHIHONG TECHNOLOGY（飛宏科技日本）製 輸入元・エクセル）…850mAh出力。
  - DCアダプタ 04（PHIHONG TECHNOLOGY（飛宏科技日本）製 輸入元・エクセル）…1.2Ah出力。
- 室内用補助アンテナ
  - FOMA室内用補助アンテナ（スタンドタイプ）（日本電気興業製）
  - FOMA室内用補助アンテナ（日本電気興業製）
  - mova（800 MHz）室内用補助アンテナ（日本電気興業製）
- その他オプション
  - おサイフケータイ ジャケット 01（パナソニック モバイルコミュニケーションズ製）…iPhoneとセットで使用する。

## スポンサー

### アニメ作品
UHFアニメ×KADOKAWA作品の製作に関与している。携帯電話会社でアニメ製作に参加することは異例である。
- レンタルマギカ（2007年）
- 我が家のお稲荷さま。（2008年）
- シャングリ・ラ（2009年）
- 鋼殻のレギオス（2009年）
- ストライクウィッチーズ2（2010年）
- そらのおとしものシリーズ（2009、2010年:制作協力）
- Another（2012年）
- これはゾンビですか? オブ・ザ・デッド（2012年）
- アニメスピリッツ枠
  - H2O -FOOTPRINTS IN THE SAND-
  - 純情ロマンチカ
  - ストライクウィッチーズ

2010年10月から2011年10月までテレビ東京×KADOKAWA作品の製作に参加した。
- FORTUNE ARTERIAL 赤い約束（2010年）
- GOSICK -ゴシック-（2011年）
- ダンタリアンの書架（2011年）

なお、角川書店とは2012年7月開始のスマートフォン向けアニメコンテンツ配信事業、アニメに関するコンテンツ管理業務や新作アニメ作品への出資等を行う合弁会社、ドコモ・アニメストアを同年5月下旬に設立した。

### 映画
製作委員会として参加
- ケロロ軍曹（2009年 - 2010年）※4作目より参加した。
- 劇場版 そらのおとしもの時計じかけの哀女神（2011年）
- ストライクウィッチーズ 劇場版（2012年）

### その他

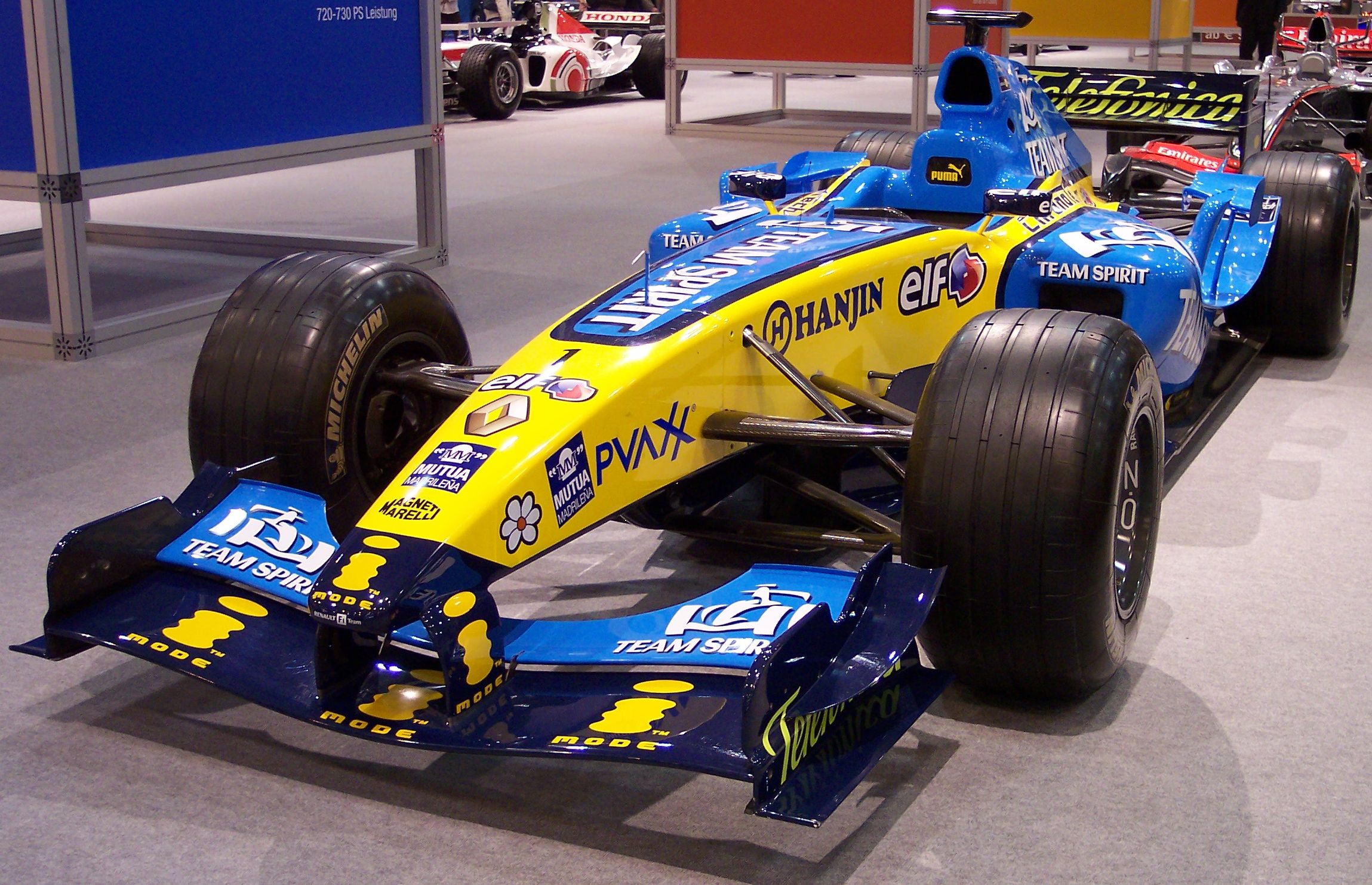
ルノーF1チームのiモードロゴ

- ヴェンチュリー・ラルース（NTT DoCoMo、movaブランド）（1992年途中）
- ダンディライアン・レーシング（1993年より開催、現在「DOCOMO TEAM DANDELION RACING」としてフォーミュラ・ニッポン→スーパーフォーミュラに参戦）[広報 14]
- チームルマン（1996年 - 1997年）
- ルノーF1チーム（iモードブランド）（2004年 - 2006年）
- 日本オリンピック委員会（JOC）（ゴールドパートナー）
- 東京ディズニーリゾート（オフィシャルスポンサー) [広報 14]
  - 東京ディズニーランド（ハピネス・イズ・ヒア）デイパレード「ドリーミング・アップ！」を提供。
  - 東京ディズニーシー（ファンタズミック!）「ビリーヴ！〜シー・オブ・ドリームス」を提供。

- NTTドコモレッドハリケーンズ大阪 (主催) [広報 14]
- ドコモ未来ミュージアム
- Jリーグ [広報 14]
- 大宮アルディージャ:1999年から
- 大宮アルディージャVENTUS:2021年から
- 鹿島アントラーズ
- 川崎ブレイブサンダース：2020年6月から [広報 14]
- テゲバジャーロ宮崎:2024年から
- Tリーグ (卓球) [広報 14]
- 阪神タイガース [広報 14]
- 読売巨人軍 [広報 14]
- 東京ドームシティ（ラクーア）
- キッザニア東京・キッザニア甲子園 - 携帯電話ショップパビリオンを出典
- 天皇盃全国都道府県対抗男子駅伝競走大会
- 東京国際女子マラソン
- 石川遼：2008年より3年契約。
- ユニバーサル・スタジオ・ジャパン - スペース・ファンタジー・ザ・ライド
- ドコモ杯女流棋聖戦（囲碁） [広報 14]

## テレビ番組
- 日経スペシャル ガイアの夜明け（テレビ東京）
  - iモード台湾進出にかける男たち（2002年7月7日）[96]
  - ケータイ大競争時代～三つ巴決戦!勝つのはどこだ?～（2006年10月24日）[97] - ケータイ大競争時代の戦略を取材。

## 関連サービス

### 機器・通信サービス
- ワイドスター（衛星電話）
- 10円メール - 終了
- シティフォン - シティオ - 終了
- mova - 終了
- ショートメール - 終了
- FOMA
  - FOMAハイスピード
  - FOMAプラスエリア
  - 定額データプラン
- ドコモPHS（NTTパーソナル） - 終了
- クイックキャスト（ポケットベル） - 終了
- ドコモ光
- mopera (ISP)
- moperaU
- docomo Wi-Fi（公衆無線LANサービス）
- ビジネスmopera
  - ビジネスmopera安心マネージャー
  - ビジネスmoperaIPセントレックス
- オフィスリンク（全国型内線サービス）
- WORLD CALL
- WORLD WING
  - 海外プラスナンバー
- DoPa - 終了

### コンテンツサービス
- iモード
  - iモードメール
  - 音声入力メール
  - 災害用伝言板
  - iウィジェット
  - iエリア
  - iコンシェル
  - iショット
  - iチャネル
  - iモーション
  - iモードFeliCa
    - iC通信
    - トルカ

  - iモード絵文字
  - iモード.net
  - GRIMM
  - CiRCUS
  - エリアメール
  - うた・ホーダイ
  - ナップスター - 終了
  - メロディコール
- iアプリ
  - iアプリDX
  - iアプリオンライン
  - DoJa
  - 直感ゲーム
  - メガiアプリ
  - 地図アプリ
  - iアプリタッチ
- iD (クレジット決済サービス)
- dカード
- モバイラーズチェック - 終了
  - モバチェメール - 終了
- ドコモ ケータイ送金
- ドコモケータイdatalink
- Music&Videoチャネル
- ドコモ動画
- イマドコサーチ
- ケータイお探しサービス
- おまかせロック
- ケータイデータお預かりサービス
- プッシュトーク - 終了
- i Bodymo
- dマーケット
  - dショッピング
  - dゲーム
  - dブック
  - dミュージック
  - dヒッツ
  - dビデオ
  - dアニメストア
  - dアプリ&レビュー
  - dクリエイターズ
  - d fashion
  - dトラベル
  - dキッズ
  - dグルメ
- 2Dfacto
- ドコモ ドライブネット
- spモード
- ドコモメール
- BlackBerry
- NOTTV - 終了
- Bee TV - dTV
- お便りフォトサービス
- ドコモWebメール
- ドコモ電話帳
- E★エブリスタ
- ドコモプレミアクラブ
  - ケータイ補償お届けサービス
  - ドコモビジネスプレミアクラブ
- 2in1
- マルチナンバー
- My docomo（ドコモeサイト）
- M-Stage
- PASSAGE DUPLE
- OFFICEED
- ホームU
- ポケットU
- ドコモダケ（ドコモonly+茸）
- ドコモコミュニティ
- フォトコレクション
- スマートデータリンク Mobizen
- ドコモ・クラウド基盤
- +メッセージ（KDDI、ソフトバンクと共同で運営）

### 料金・割引サービス
- ファミリー割引
- ファミ割MAX50
- ひとりでも割50
- ビジネスシンプル
- オフィス割引
- オフィス割MAX50
- ビジネス割引
- 通話料いっかつ割引
- ビジネス通話ホーダイ
- ワールドコールいっかつ割引
- 2か月くりこし
- タイプシンプル学割 - 終了
- 応援学割 - 終了
- 応援学割2012
- キッズ割
- パケ・ホーダイ - 終了
- パケ・ホーダイフラット
- パケ・ホーダイダブル
- パケ・ホーダイダブル2
- パケ・ホーダイシンプル
- パケ・ホーダイフル - 終了
- パケットパック - 終了
- Biz・ホーダイ - 終了
- Biz・ホーダイダブル - パケ・ホーダイダブルへ統合
- Biz・ホーダイシンプル - パケ・ホーダイシンプルへ統合
- メール使いホーダイ
- 海外パケ・ホーダイ
- ハーティ割引（ふれあい割引）
- オプションパック割引
- 定額データプランHIGH-SPEED
- 定額データプラン64K
- 定額データ割（定額データスタンダード割）
- 定額ユビキタスプラン
- eビリング割引
- ゆうゆうコール
- どんどんコール
- 包括回線割引
- ボリュームディスカウント
- ISPセット割
- カケ・ホーダイ - 終了
- Xiカケ・ホーダイ - 2014年8月新規受付終了
- カケホーダイ&パケあえる
- 用途別集計サービス
- 一定額到達通知サービス
- ドコモ光割

## 主要子会社・関連会社
| - NTTドコモビジネス（株）100.0% - （株）ドコモCS 100.0% - （株）インテージホールディングス 51.0% |  | - NTTドコモソリューションズ（株）66.6% - （株）ドコモ・ファイナンス 66.0% - マネックス証券（株）49.0%（間接保有含む） |

- （株）ドコモ・ためタン 97.0%
- （株）住信SBIネット銀行 65.81%

### 解散、譲渡、合併した子会社・関連会社
- イオンマーケティング（株）
- （株）ABC Cooking Studio
- THE JV（株）
- （株）アルシェール
- （株）mmbi（旧マルチメディア放送）
- （株）ダブルスクエア
- （株）ドコモ・ドットコム
- （株）ドコモ・マシンコム
- （株）ドコモ・マシンコミュニケーションズ
- （株）ロケーション・エージェント
- （株）ドコモ・エーオーエル
- （株）ドコモ・ネット・キャピタル
- モビマジック（株）
- トライノーツ（株）
- ドリームネット（株）
- （株）DPC
- 日本メディアーク（株）
- モバイルインフォメーションダイナミックス（株）
- ドコモ・センツウ（株）
- らでぃっしゅぼーや（株）
- ビジネスエキスパート東海（株）
- ビジネスエキスパート関西（株）
- ビジネスエキスパート九州（株）
- イー・エンジニアリング東海（株）
- イー・エンジニアリング関西（株）
- イー・エンジニアリング九州（株）
- ドコモサービス北海道（株）
- ドコモサービス東北（株）
- ドコモ・サービス（株）
- ドコモ・モバイル（株）
- ドコモ・ビジネスネット（株）
- ドコモサービス北陸（株）
- ドコモサービス東海（株）
- ドコモ・サービス関西（株）
- ドコモ・モバイルメディア関西（株）
- ドコモサービス中国（株）
- ドコモサービス四国（株）
- ドコモサービス九州（株）
- ドコモアイ九州（株）
- エイベックス通信放送(株)
- DCM Capital USA (UK) Limited
- DCM Capital TWN (UK) Limited
- Taiwan DoCoMo Limited（中国名：台湾都科摩（股））
- NTT DoCoMo Telecomunicacoes do Brasil Limitada
- DCM Capital LDN (UK) Limited
- DCM Capital HKG (UK) Limited
- DCM Capital 3G HKG (UK) Limited
- DCM Capital NL (UK) Limited
- Hutchison 3G UK Holdings Limited

## 諸問題・不祥事等

### 基地局設置・工事での問題
- 2005年6月、大阪府池田市にて必要な届出を怠ったまま基地局工事にかかり、古江古墳を破壊した[98]。
- 2006年6月、1999年に京都市嵐山に設置した基地局について、文化財保護法に基づく事前の届出を行っていなかったことが発覚した[99]。
- 2008年6月、2006年に鹿児島県出水郡長島町平尾地区の基地局を、雲仙天草国立公園内に無許可で設置していたことが発覚した[100][101]。

当該基地局はいずれも問題発覚後に、撤去あるいは移設された。

### 広告に関する問題
- 2006年11月2日、ソフトバンクモバイルのいわゆる「0円広告」について「景品表示法違反の疑いがある」として、公正取引委員会に申告書を提出したが、同年12月12日「景品表示法第4条第1項第2号の規定に違反するおそれがある表示を行っていた」として、公正取引委員会から注意を受けた（KDDIは同じく注意を、またソフトバンクモバイルは注意より重い「警告」を受けた）。また、公正取引委員会は、これら3社が加盟する社団法人電気通信事業者協会に対し、複雑な料金体系に対する国民からの苦情の多さを指摘した。
- 2007年11月16日、再び広告チラシについて、公正取引委員会からの警告を、KDDIと伴に受けた。処分理由は、前年11月に公正取引委員会から受けた注意理由と同種のもの（広告の表記に関する問題）であり、1年間で2回も行政処分を受けるのは異例であることから「警告」となった。

### 販売代理店の本人確認違反問題
- 2009年2月6日、総務省は携帯電話不正利用防止法に違反した携帯電話販売代理店アスカプランニング（株）に是正を命じるとともに、監督義務を負うKDDI、NTTドコモに対して監督を徹底するよう指導した[102]。
- 2010年10月、NTTドコモの複数の代理店が、暴力団員を名乗る男に対して身分確認などをしないまま、2007年8月から計400台以上の携帯電話を提供していたことが発覚した[103]。

### 通信障害
- 2010年1月15日15時36分、東京都千代田区及び台東区の一部で、FOMAの音声通話とパケット通信が行えなくなる障害が発生した。対象エリアの想定ユーザ数は約6万3千人。約2時間後の17時58分に復旧した[104]。なお、その3日後の1月18日には、東京都西部およびその周辺でパケット通信が利用できない障害が発生、その影響で通話が急増したため自動的に通話規制が行われ、通話もしにくい状態となった[105]。
- 2010年2月5日、午前6時頃から関東・甲信越の一部地域で、音声通話中に2 - 3秒途切れる異常が発生。対象エリアの想定ユーザ数は約800万人。午後8時48分頃に回復した[106][107]。
- 2010年9月10日、通信設備の故障のため、午前6時頃から愛知県の一部地域でFOMAでの通信通話が利用しづらくなった。約7時間後の同日13時3分に音声通話が回復、ついで同13時50分にパケット通信が回復した[108]。当初発表された影響地域のユーザ数は93,000人[109]。
- 2011年6月6日午前8時27分、関東・甲信越地域で契約した利用者が通信設備の故障により、発着信やパケット通信が出来ない障害が起きた。また番号ポータビリティ制度でNTTドコモから他社に移った利用者にも発着信ができない事象が発生し最大で172万人が影響を受けた。約13時間後の午後9時36分に復旧したと発表した[110]。
- 2012年1月25日午前8時26分、東京都の一部地域でFOMA（音声・パケット通信）が利用出来ない障害が発生し、最大約252万人に影響が出た。当日の午後1時8分に復旧。原因はパケット交換機の処理能力を超える通話・通信があったためとされる[111][112]。1月26日、2011年度内の度重なる通信障害について、総務省による行政指導が行われた[113][114][115]。
- 2021年10月14日17時ごろ、大規模な通信障害が発生した。電子決済が不使用、宅配大手ウーバーイーツの注文依頼が受け取ることができない、タクシーの電子決済が使えないなど、IoT端末の普及による影響が大きかった。タクシーの電子決済や自動販売機の通信設備など法人顧客のIoT端末を制御するサーバーの切り替え工事中、不具合が発生。不具合を直すため旧設備に戻したところ、顧客のIoT端末から大量の情報が流れ込むなどしてネットワークに負荷がかかったとしている[116]。影響の範囲について、当初は全国約200万人のユーザーに及んだとしていたが[116]、後に830万人以上（音声通話460万人、データ通信830万人以上）のユーザーに影響したと訂正した[117]。

### spモードの不具合
- 2011年12月20日12時22分、スマートフォンサービスのspモードにおいて、電子メールアドレスが他人のアドレスと置き換わったり、意図しない相手に電子メールが送信されるなどの障害が発生[118]。12月21日、ドコモは全国の10万回線以上に影響があると発表し、spモードの各種設定や、電話帳バックアップなどのサービスを一時停止させ、12月26日にサービスを再開した[119][120]。
- 2012年1月1日夜、spモードメールの送受信の不具合やメールが届かなかったという不達メッセージ自体が届かないなどの障害が発生し、約20万回線に影響があった[121][122]。新年の挨拶メールでの回線輻輳が原因ではなく、翌1月2日未明に復旧した。
- 2012年7月25日午前1時41分から午前9時14分の間、「spモード各種設定情報」において、他人の電子メールアドレス等を含む設定情報閲覧、変更が出来るトラブルが発生した[123][124]。サーバ上の設定ミスがあり、設定変更に必要な4桁のネットワーク暗証番号が、他人と一致していた場合、他人の「spモード設定情報」が確認、変更できるようになった。このため、他人の電子メールアドレスやパスワードを含むsp設定情報が変更できる状況が発生し、トラブル発生中、約400人のユーザーがアドレス変更し、約600人がパスワード変更した。原因となった設定サイトを9時14分にアクセスを停止し、サーバのアプリケーションソフトウェア更新に伴うデータ設定の誤りを修正後、13時37分より設定サイトを復旧させた。
- 2012年11月14日、午後6時頃からFOMAとxiのspモードメールや、spモードサービスが使えないという事象が発生した[125]。当日の午後8時までには復旧した。

### 取扱説明書の誤記
- 2010年3月4日、82機種の取扱説明書に誤記があり、FOMAカードを装着していない、あるいはPIN1ロック解除されていない携帯電話端末からの緊急通報（110番・119番への発信）が可能とする記述が「らくらくホンIV」や「P702iD」「T-01A」など、一部機種の取扱説明書にされていたが、実際には発信できないことが明らかになった。NTTドコモは82機種について該当箇所の記述を訂正するとともに、ウェブサイトで公開している取扱説明書を差し替えた[126]。

### 対応不十分
- 2013年5月、犯罪に悪用されたレンタル携帯電話の約98%が、NTTドコモであることが判明した。他社が契約先の事業規模に応じて回線数を制限しているのに対し、NTTドコモは上限を設けていないことも判明した。

### 情報漏洩
- 2014年9月9日、法人顧客1社1,053人分の個人宅住所を含む管理情報（法人名、業務用携帯電話番号、業務用携帯電話の利用者名、住所等）が、情報漏洩した疑いがあることが判明したと発表した[127][128][129]。高度なアクセス制限はなく、299人の社員が触れることが可能で、契約情報や利用履歴を管理するコンピュータシステムとは別系統だった。
- 2023年3月31日、インターネットサービスプロバイダ「ぷらら」および「ひかりTV」の顧客情報約529万件が流出した可能性があると発表した[130][131]。同年7月21日付で警視庁が業務委託先のNTTネクシアの元派遣社員を不正競争防止法違反（営業秘密領得）の疑いで書類送検した[132]。

### 販売代理店の客に対する不適切な対応
- 2020年1月6日、兼松コミュニケーションズが運営する、ドコモショップ市川インター店への来店客に対して「親代表の子回線で金に無頓着だからイチオシパック付けてあげて、つまりクソ野郎」などと書かれた不適切なメモを渡していたことがわかった。この件に対して、NTTドコモと兼松コミュニケーションズは1月10日、各社公式ホームページに謝罪文を掲載し、当該店舗はコロナ禍の臨時休業も相まって数か月の間閉店を余儀なくされた[133][134][135]。この店舗は、2023年度現在はアドバンス運営に変更されている[136]

### ドコモ口座不正引き出し事件
- 2020年9月上旬、ドコモ口座などの電子決済サービスに、第三者によって不正に銀行口座が登録され、口座残高の引出しが行われていたことが発覚した。同22日時点で計175件、約3152万円の被害が確認されている[137]。同社は公式ホームページに謝罪文を掲載するとともに、注意喚起を促し、本件に関する問い合わせ窓口を設置した[138][139][140]。

### SIMカード不具合
- 2024年10月、ドイツの企業が2021年12月から2022年10月に製造されたSIMカードについて、製造工程に不備があり、今後通信できなくなる可能性があるとして、NTTドコモはMVNO事業者供給分を含む約93万枚を無償交換することを発表した[141][142]。